# Bollschweil

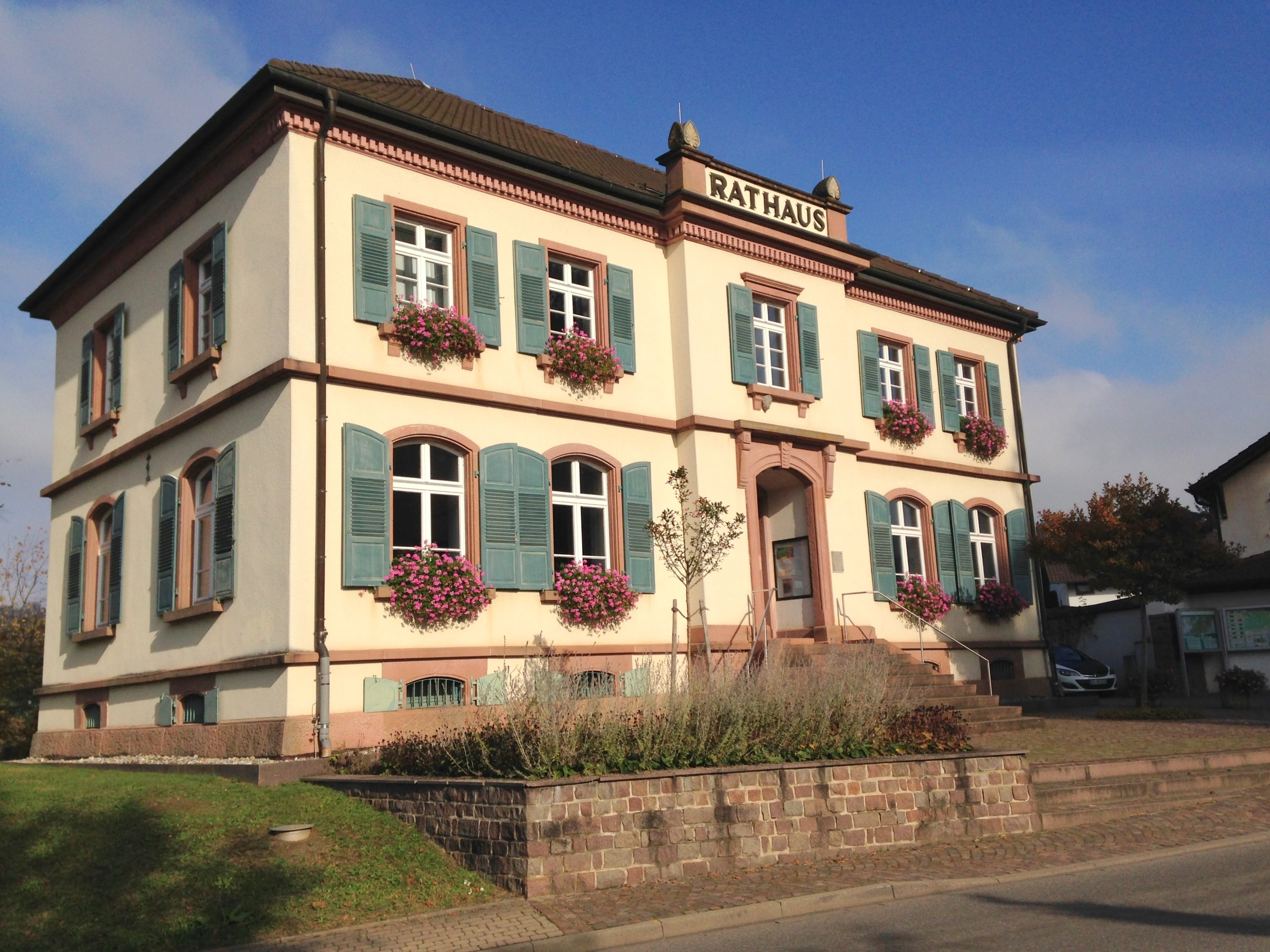
Urząd gminy Bollschweil / St. Ulrich

Bollschweil (alemański Bollschwil) – gmina w Niemczech, w kraju związkowym Badenia-Wirtembergia, w rejencji Fryburg, w regionie Südlicher Oberrhein, w powiecie Breisgau-Hochschwarzwald. Leży ok. 12 km na południe od centrum Fryburga Bryzgowijskiego, nad rzeką Möhlin. Składają się na nią dwie części miejscowości: Bollschweil i St. Ulrich, które scalono w jedną gminę w 1973 r. Najwcześniejsze o nich wzmianki w księgach opactwa Sankt Gallen pochodzą z IX w. Poprzez założyciela klasztorów w St. Ulrich i Sölden (przeniesionego z Bollschweilu) Ulryka z Zell powstał jedyny w tym rejonie związek z opactwem kluniackim, stąd od 2003 r. Bollschweil należy do Fédération des Sites Clunisiens. Położenie w obrębie Hexental jest korzystne nie tylko jako miejsce zamieszkania dzięki bliskości Fryburga Bryzgowijskiego, ale także dzięki atrakcyjności turystycznej. Sławę zawdzięcza Bollschweil pochodzącej stąd pisarce Marie Luise Kaschnitz, w której utworach ta miejscowość jest częstym tłem.

## Geografia

### Położenie
Gmina leży w południowej części Schwarzwaldu (Südschwarzwald), przy czym Bollschweil położone jest w południowej części doliny Hexental, otwierającej się na Nizinę Górnoreńską, a St. Ulrich na południowy wschód od Bollschweilu na stokach doliny rzeki Möhlin (Möhlintal), która spływa do doliny Hexental. St. Ulrich leży całkowicie w obrębie Schwarzwaldu, Bollschweil u jego podnóża, na północ i zachód ograniczony wzgórzami masywu Schönberg.

### Podział administracyjny
W obrębie granic gminy Bollschweil (stan z 31 grudnia 1973) leżą przysiółki Oberdorf, Unterdorf, Aubach, Ellighofen, Gütighofen (którego zachodni skraj należy do gminy Ehrenkirchen) i Leimbach oraz zagrody Bitterst i Gütle. W wyniku reformy administracyjnej od 1 stycznia 1974 r. do gminy Bollschweil przyłączono do tamtego momentu samodzielną gminę St. Ulrich, w skład której wchodzą przysiółki St. Ulrich i Geiersnest oraz zagroda Kaltwasser. Na terenie gminy leżą też ruiny średniowiecznego zamku i ośrodka hutniczego Birchiburg.

### Sąsiednie gminy
Główna droga przecinająca Bollschweil, L 122, prowadzi na północny wschód do gminy Sölden i dalej do Wittnau, a na zachód do Ehrenkirchen. W odległości ok. 8 km na zachód od Bollschweilu leży znane uzdrowisko Bad Krozingen, a 6 km na południowy zachód słynne m.in. z legendy o Fauście Staufen. Największe miasta regionu to po stronie niemieckiej Fryburg Bryzgowijski, oddalony o ok. 12 km, szwajcarska Bazylea, oddalona o ok. 64 km, oraz francuskie Colmar (45 km) i Strasburg (104 km).

### Miasto partnerskie
Od 1990 r. partnerskim miastem Bollschweilu jest leżąca w Alzacji gmina Berstett w departamencie Dolnego Renu (Département Bas-Rhin). Na jej terenie rezydował od średniowiecza ród Berstett, ale z początkiem rewolucji francuskiej w 1789 r. zamek opuszczono, a Philip Reinhard von Berstett uciekł do Badenii. Jego syn Wilhelm Reinhard otrzymał w 1831 r. za zasługi jako minister spraw zagranicznych Badenii dwór i dobra w Bollschweilu, które do dziś pozostają w rękach rodu Holzing-Berstett.

### Klimat
Gmina Bollschweil / St. Ulrich położona jest w obrębie tej samej strefy klimatycznej co Fryburg Bryzgowijski ciepłego i wilgotnego klimatu umiarkowanego. Średnia temperatura roczna wynosi 11,4 °C, co plasuje Bryzgowię wśród najcieplejszych regionów Niemiec. Od kilku lat notowany jest stały i znaczny wzrost średnich temperatur i według danych obejmujących okres od 1881 do 2015 średnia roczna temperatura w kraju związkowym Badenia-Wirtembergia wzrosła o 1,3 °C, przy czym w skali globalnej w porównywalnym czasie (1880-2012) ten wzrost wynosił jedynie 0,85 °C. Średnia opadów (dane za rok 2015) wynosząca 750,6 l/m² jest wyższa od średniej krajowej wynoszącej 701 l/m². Łagodne zimy, wysokie temperatury latem i znaczna ilość opadów sprzyjają uprawie winorośli i produkcji wina, z czego ten region słynie, a Bollschweil ma do tej sławy swój przyczynek.

## Historia

### Do V wieku
Najwcześniejsze ślady ludzkiej aktywności w tej części doliny Hexental odkryto na zboczach wzgórza Steinberg, od północy ograniczającego Bollschweil, i w jaskiniach na wschodnim stoku Ölbergu na zachód od Bollschweilu, a pochodzą one sprzed ok. 10 000 lat. Przyjmuje się, że w końcowej fazie ostatniego zlodowacenia na ten teren przybywały w pogoni np. za reniferami małe grupy ludów zbieracko-łowieckich, czego dowodzą wykopaliska zachowanych na Ölbergu i Steinbergu obozowisk. W epoce neolitycznej, przed ok. 4-5 000 lat, tereny między rozlewiskami Renu a stokami Schwarzwaldu, z ich żyzną glebą lessową i łagodnym klimatem, sprzyjały zasiedlaniu przez społeczeństwa rolnicze i pasterskie. Wykopaliska archeologiczne w dolinie Hexental i wokół Ehrenstetten potwierdzają zamieszkiwanie tych terenów przez Celtów (kultury zachodniohalsztackiej) aż do opanowania ich przed administrację rzymską. Jednym z ostatnich śladów ich osadnictwa w tym rejonie jest Wallburg Kegelriss na południe od Bollschweilu, będący pozostałościami znacznych, leżących na wzniesieniu umocnień, które osłaniały lokalny celtycki ośrodek polityczny, a w okresach zagrożenia także i warowne schronienie [13]. W IV-V wieku, po dwóch wiekach pax romana i po wycofaniu się rzymskich najeźdźców, Alemanowie zasiedlili ten rejon Bryzgowii na stałe, mieszając się z dotychczasowymi jego mieszkańcami. W rezultacie przegranej w 496 r. bitwy musieli oddać polityczne zwierzchnictwo nad Bryzgowią królom merowińskim, ale coraz występowali zbrojnie przeciw Frankom. Opór wśród zachodnich Alemanów budziła też postępująca od ok. VI wieku chrystianizacja w ramach pracy misjonarskiej prowadzonej ze wspieranych przez Merowingów klasztorów, np. w Säckingen.

### Średniowieczna
Wcześniejsza alemańska struktura zasiedlenia, bazująca na związkach rodowych skupionych w luźno rozrzuconych osiedlach i miejscach kultowych, została zastąpiona w VIII i IX wieku narzuconą przez Merowingów nową administracją, której urzędnikami byli grafowie – królewska szlachta urzędnicza. Kościelna struktura Bryzgowii zachowała związek z obszarami po prawej stronie Renu i jako archidiakonat Bryzgowia należała do powstałej pod koniec VI wieku i terytorialnie rozległej diecezji w Konstancji – z politycznego punktu widzenia oznaka jej jednoznacznej przynależności do stosunkowo niezawisłego alemańskiego księstwa – z której ośrodkiem w St. Gallen pielęgnowano od VIII wieku dzięki nadaniom ścisły kontakt”. Ponieważ od 1368 r. Fryburg, a zatem i Bryzgowia, weszły pod władanie Habsburgów, a ci okazali się wrogami Reformacji, pozostało Bollschweil katolickie.

#### St. Ulrich
Villmarszell wymieniona w aktach opactwa St. Gallen z 886 r., a lokalnie przez mieszkańców zwana Zell, może się odnosić do skromnego założenia klasztornego lub pustelni iuxta fluvium Melia ('nad rzeczką Melia [dzisiejsza Möhlin]') w górnych piętrach szwarcwaldzkiej doliny Möhlintal, do którego w 1087 r. przeniósł się św. Ulryk (* ok. 1029; † 1093), zwany też Ulrykiem z Zell lub Ulrykiem z Cluny, z kluniackiego przeorstwa w Grüningen na południowy wschód od Breisach. Pod jego zwierzchnictwem powstało w tym miejscu pierwsze przeorstwo i klasztor, które sprawowały także pieczę nad klasztorem benedyktynek w Bollschweilu. Jeszcze za życia Ulryka ukończono budowę przyklasztornego kościoła pod wezwaniem Apostołów Piotra i Pawła. Po śmierci świętego i pochówku w obrębie kościoła, przeorstwo i klasztor przechodziły zmienne losy, natomiast imię św. Ulryka związało się tak mocno z tym miejscem, że od początku XIV w. także i sam klasztor i jego otoczenie nazywano St. Ulrich.

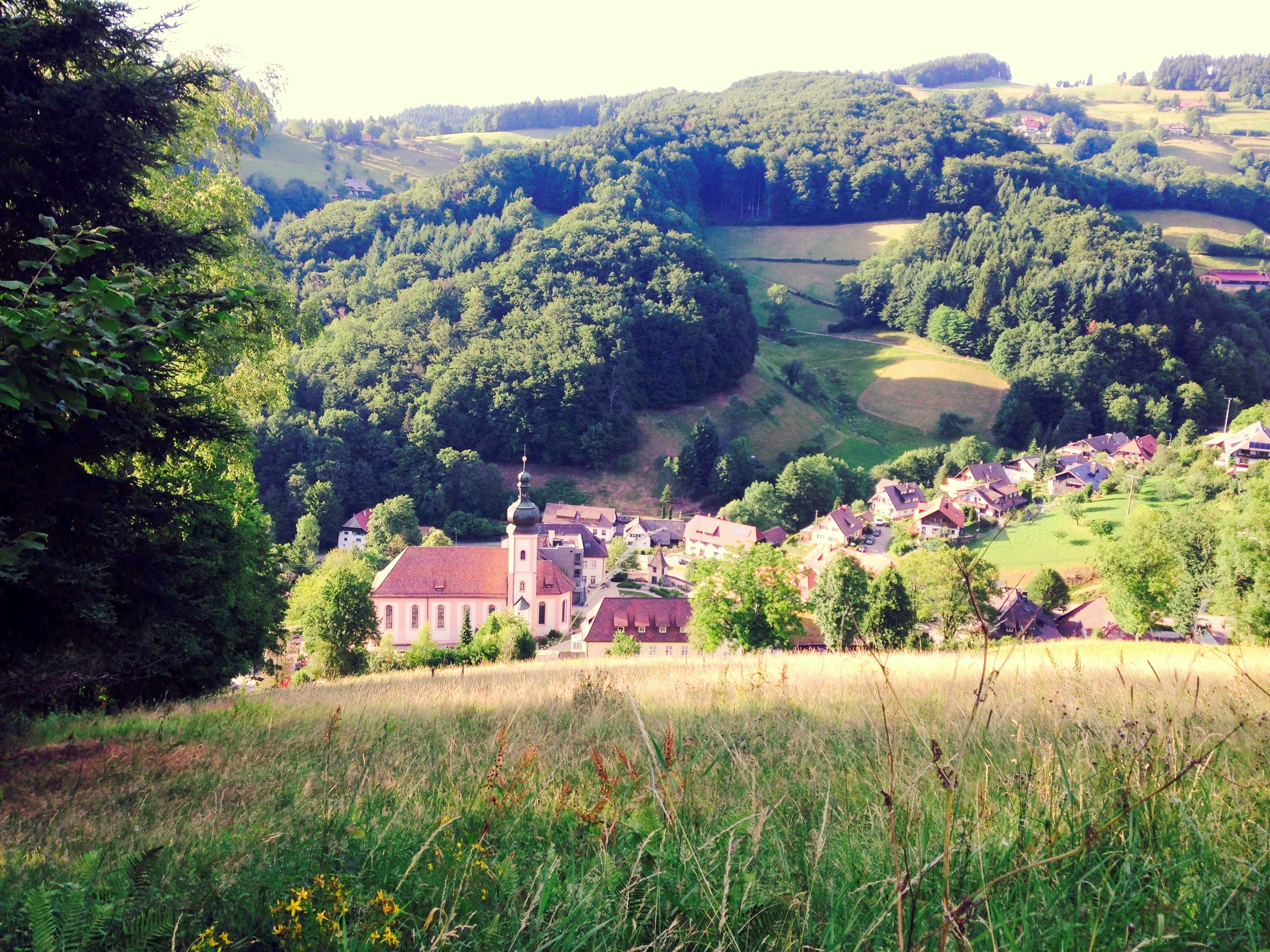
Widok na St. Ulrich w górnych piętrach doliny Möhlintal, na pierwszym planie kościół Piotra i Pawła (Pfarrkirche St. Peter und Paul)

#### Bollschweil
Osadę w dolinie Hexental pod nazwą Puabilinisvilare wymieniono po raz pierwszy w roku 838 i ponownie w 871 w dokumentach klasztoru St. Gallen. Opactwo to nabyło w VIII w. znaczne tereny, np. w północnej Bryzgowii wokół góry Schönberg, zapewne przez wzgląd na ich położenie na szlaku komunikacyjnym wzdłuż Schwarzwaldu. Za dobra należące do czasu sekularyzacji w 1806 r. do klasztoru St. Gallen uważa się posiadłość w centrum dzisiejszego Bollschweilu, należącą obecnie do rodziny Mangold. Także podlegające opactwu Cluny przeorstwo w górnych partiach doliny Möhlintal, zwane wtenczas Villmarzell (lub Vilmarzelle), posiadało zabudowania gospodarskie w położonym w dolinie Puabilinisvilare. Tam też w 1090 r. założył św. Ulryk klasztor benedyktynek, przeniesiony w 1115 r. do pobliskiego Sölden.
Od XIII w. budowali na tym terenie rycerze z rozległego rodu Schnewlin, jednego z najznamienitszych rodów Fryburga. Do nich należał m.in. zamek Birchiburg na stokach wzgórza Birkenberg w dolinie rzeki Möhlin, między dzisiejszym St. Ulrich a Bollschweilem, i przynależne do niego kopalnie rud srebra i innych metali. W samym Bollschweilu jeszcze przed połową XV w. ród Schnewlin Bernlapp zamieszkiwał, jak się przypuszcza, otoczony wodą zamek (Wasserschloss), a tutejsze posiadłości otrzymał w 1472 r. w lenno od księcia Sigmunda, reprezentującego Arcyksięstwo Austriackie. Ta gałąź rodu tytułowała się Bernlapp von Bollschweil, aby odróżnić się drugiej części rodu, Bernlapp von Zähringen.

### Współczesna

#### St. Ulrich
Pod koniec XIV wieku St. Ulrich znalazło się w obrębie wójtostwa (Vogtei) podległego Habsburgom. Okres poreformacyjny okazał się trudny dla założeń zakonnych głównie z powodu licznych wystąpień ze wspólnot i braku nowych powołań, tak że wiele zakonów rozwiązano lub straciły niezależność; taki los spotkało także niewielkie kluniackie przeorstwo St. Ulrich. W 1547 r. zostało ono mocą papieskiego przywileju włączone do benedyktyńskiego klasztoru św. Piotra w Schwarzwaldzie, a tym samym opat św. Piotra został równocześnie przeorem klasztoru św. Ulryka, którego zabudowania zasiedlił swoimi mnichami. Antyklasztorne zapały józefinizmu w latach 80. XVIII wieku nie dotknęły zakonów w tej części Bryzgowi, ich rozwiązanie nastąpiło jednak wkrótce potem w rezultacie nowego układu politycznego po rewolucji francuskiej. Po pięciu stuleciach przynależności do Austrii włączono w 1806 r. Bryzgowię do ewangelickiego Wielkiego Księstwa Badenii, którego nakazem rozwiązano wszystkie klasztory i zakony, także ten w St. Ulrich. Kościół przemianowano na parafialny, a budynek klasztorny zajęła plebania. W dobrze zachowanych mimo wirów historii budynkach klasztornych, odnowionych w latach 1947–1949, a następnie wielokrotnie modernizowanych i rozbudowywanych, utworzono pozaszkolny ośrodek kształcenia młodzieży: Bildungshaus Kloster St. Ulrich.

#### Bollschweil

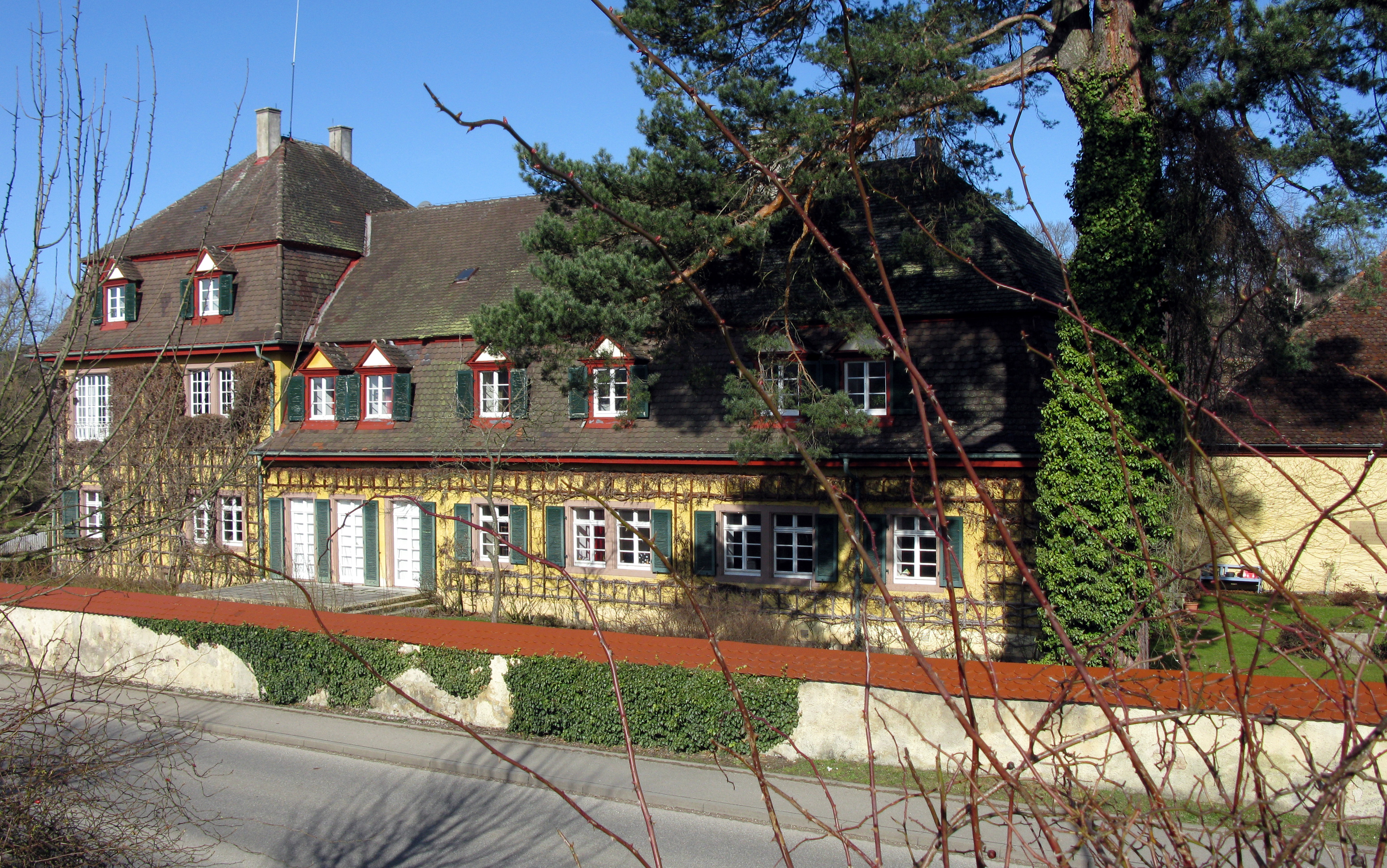
Dworek (Schloss Bollschweil) rodu von Holzing-Berstett

Od XVII w. Schnewlinowie tytułowali się baronami Bollschweil (Freiherren von Bollschweil). W miejscu zburzonego w niemieckiej wojnie chłopskiej zamku stanął w latach 60. XVIII w. dworek, który przetrwał do dziś. Ostatni ze Schnewlinów, szambelan na dworze księstwa badeńskiego, Franz Xavier Schnewlin wobec braku potomka przekazał w 1806 r. znaczną część swych włości właśnie utworzonemu Wielkiemu Księstwu Badenii, w tym dwór w Bollschweil. Jego nowym właścicielem został w 1831 r. Wilhelm Ludwig Leopold Reinhard von Berstett, badeński minister stanu, który reprezentował Badenię na Kongresie Wiedeńskim i przyczynił się do zachowania przez nią suwerenności w obrębie Związku Niemieckiego. Zapewne w uznaniu jego zasług dyplomatycznych (acz istnieją i inne przypuszczenia) wielki książę Leopold Badeński ofiarował mu m.in. jako lenno dobra w Bollschweilu. Kiedy jego wnuczka Amélie poślubiła wielkiego koniuszego Badenii, Adolfa von Holzing, ród przyjął wobec braku męskiego potomka w linii Berstett nazwisko von Holzing-Berstett. Dworek, zwany lokalnie Schloss Bollschweil, oraz przynależne go niego włości są nadal w posiadaniu tego rodu.
Na terenie położonego na zachód od centrum miejscowości Ellighofen istniał co najmniej od końca XVI w. ogólnodostępny basen zwany Kukukbad napełniany wodą z pobliskiego źródła. W XIX w. było to już modne kąpielisko – z kabinami, gospodą, pawilonem koncertowym i opłatą za wstęp – do którego zjeżdżali goście nie tylko z Fryburga, ale i ze Szwajcarii i Alzacji. Kukukbad podupadło z początkiem I wojny światowej i jako kąpielisko wkrótce przestało istnieć, do dziś ostał się tylko jeden budynek oraz nazwa – Kuckucksbad. W Ellighofen w latach 20. XX w. rozpoczęto eksploatację kamieniołomu, który wraz należącą do miejscowej rodziny Koch firmą budowlaną i cegielnią rozrósł się do najważniejszego zakładu produkcyjnego w Bollschweilu i pozostał w rękach Kochów do 1982 r.; obecnie teren nieeksploatowanego już kamieniołomu i zabudowania przetwórcze są własnością producenta materiałów budowlanych Knauf Marmorit, a wcześniej firmy Koch Marmorit. Przez dwa lata,1938-9, wydobywano w pobliżu osiedla Kuckucksbad rudę żelaza, ale złoża okazały się zbyt nikłe, a transport drogowy zbyt kosztowny, by wydobycie kontynuować. W latach 1940–1942 proboszczem parafii był Anton Fränznick, obserwowany przez Gestapo za swoją wcześniejszą działalność szensztacką, następnie przewieziony do Dachau, gdzie zmarł.
W posiadłości rodzinnej Holzing-Berstett, Schloss Bollschweil, mieszkała okresami, a od 1958 r. regularnie, niemiecka pisarka Marie Luise Kaschnitz, de domo von Holzing. Utworem prozatorskim zatytułowym Beschreibung eines Dorfes (1966) wpisała Bollschweil w krajobraz literacki, w uznaniu czego przyznano jej honorowe obywatelstwo miejscowości. Także miejscowa szkoła podstawowa, Marie-Luise-Kaschnitz-Schule, nosi imię pisarki. Marie Luise Kaschnitz jest pochowana w rodzinnym grobowcu rodu Holzing-Berstett na cmentarzu w Bollschweilu.

## Zabytki
- Dworek (Schloss Bollschweil) z otaczającymi go zabudowaniami, ogrodem i parkiem, posiadłość prywatna rodu von Holzing-Berstett, niedostępny dla zwiedzających. Wzniesiono go obok terenu, gdzie wcześniej stał zamieszkały przez ród Schnewlin Bernlapp zamek wodny (Wasserschloss), po którym nic się nie zachowało, a obecnie w tym miejscu leży dolny ogród (Untergarten)[26]. Dworek zbudowano w stylu francuskim w latach 60. XVIII wieku, oryginalne wnętrza, np. salon, hol wejściowy i schody, są częściowo zachowane[25]. Muzealną wartość mają również zachowane w nienaruszonym stanie pokoje zajmowane przez pisarkę Marię Luizę Kaschnitz[38]. Izba pamięci poświęcona pisarce „Herzkammer der Heimat”[39] znajduje się w ratuszu[40].
- Kościół parafialny rzymskokatolicki pod wezwaniem św. Hilarego z Poitiers (Pfarrkirche St. Hilarius) w Bollschweilu; zbudowany w latach 1839–1842 według planów ucznia jednego z czołowych badeńskich architektów doby klasycyzmu Friedricha Weinbrennera; dobrze zachowany mimo późniejszych interwencji wystrój wnętrza w stylu historyzmu pochodzi z lat 1888–1902[41].
- Kościół parafialny rzymskokatolicki pod wezwaniem św. Piotra i Pawła (Pfarrkirche St. Peter und Paul) w St. Ulrich; budowany w latach 1740–1749 równocześnie z przyległym przeorstwem przez Petera Thumba, znakomitego architekta nurtu rokokowego; świetnie utrzymane wnętrze, ołtarz z grobem św. Ulryka z Cluny, freski i prospekt organowy zyskują kościołowi miano idealnego dzieła sakralnej sztuki rokokowej[5]; w niszy na południowej ścianie drewniana figura Madonny z Dzieciątkiem z XIII w.
- Romańska misa ujęcia wody (Brunnenschale) na podwórcu kościoła św. Piotra i Pawła; wyżłobiona z bloku czerwonego piaskowca ma średnicę ok. 3 metrów, na zewnątrz obwiedziona fryzem przedstawiającym Chrystusa w mandorli, apostołów i ewangelistów, pochodzi prawdopodobnie z XI lub XII wieku; nie potwierdzono przypuszczeń, że służyła za chrzcielnicę[5].
- Kolumna św. Trójcy (Dreifaltigkeitssäule), wyrzeźbiona z piaskowca wapnistego, stoi przy głównej ulicy Bollschweilu, Hexentalstrasse, obok danego zajazdu Löwen; wysokość ok. 4 m; wystawiona w 1761 r. dla upamiętnienia założenia w tymże roku Bractwa Przenajświętszej Trójcy przy kościele św. Hilarego[42].
- Kaplica źródlana (Brunnenkapelle) poniżej kościoła Piotra i Pawła w St. Ulrich, zbudowana w latach 70. XVIII wieku nad ujęciem wody z rzeczki Möhlin, uważanym za źródło, z którego czerpał wodę św. Ulryk, stąd zwana jest wodą Ulryka (Ulrichwasser) i przypisywane są jej własności lecznicze. Kapliczka jest otwartą ku wschodowi niszą, w której tylną ścianę wstawiono bogato rzeźbioną tablicę nagrobkową św. Ulryka, która pierwotnie kryła jego grób w murze kościoła aż do 1757 r., kiedy to przeniesiono go do wnętrza kościoła i złożono przed ołtarzem. Pod tablicą nagrobkową jest wyrzeźbiona w czerwonym piaskowcu leżąca figura św. Ulryka, także pierwotnie zdobiąca jego grób. Nad kaplicą wznosi się pochodząca z tego samego okresu kolumna zwieńczona reliefem ze św. Ulrykiem z Cluny[22].
- Pomnik pamięci weteranom wojny francusko-pruskiej 1870-71 – czworoboczny słup zdobiony reliefami i zwieńczony rzeźbą wzlatującego orła, na piedestale dedykacja i nazwiska poległych; według napisu na bazie piedestału odsłonięcie pomnika miało miejsce we wrześniu 1905 r. Pomnik stoi przed kościołem św. Hilarego, na prawo od wejścia.

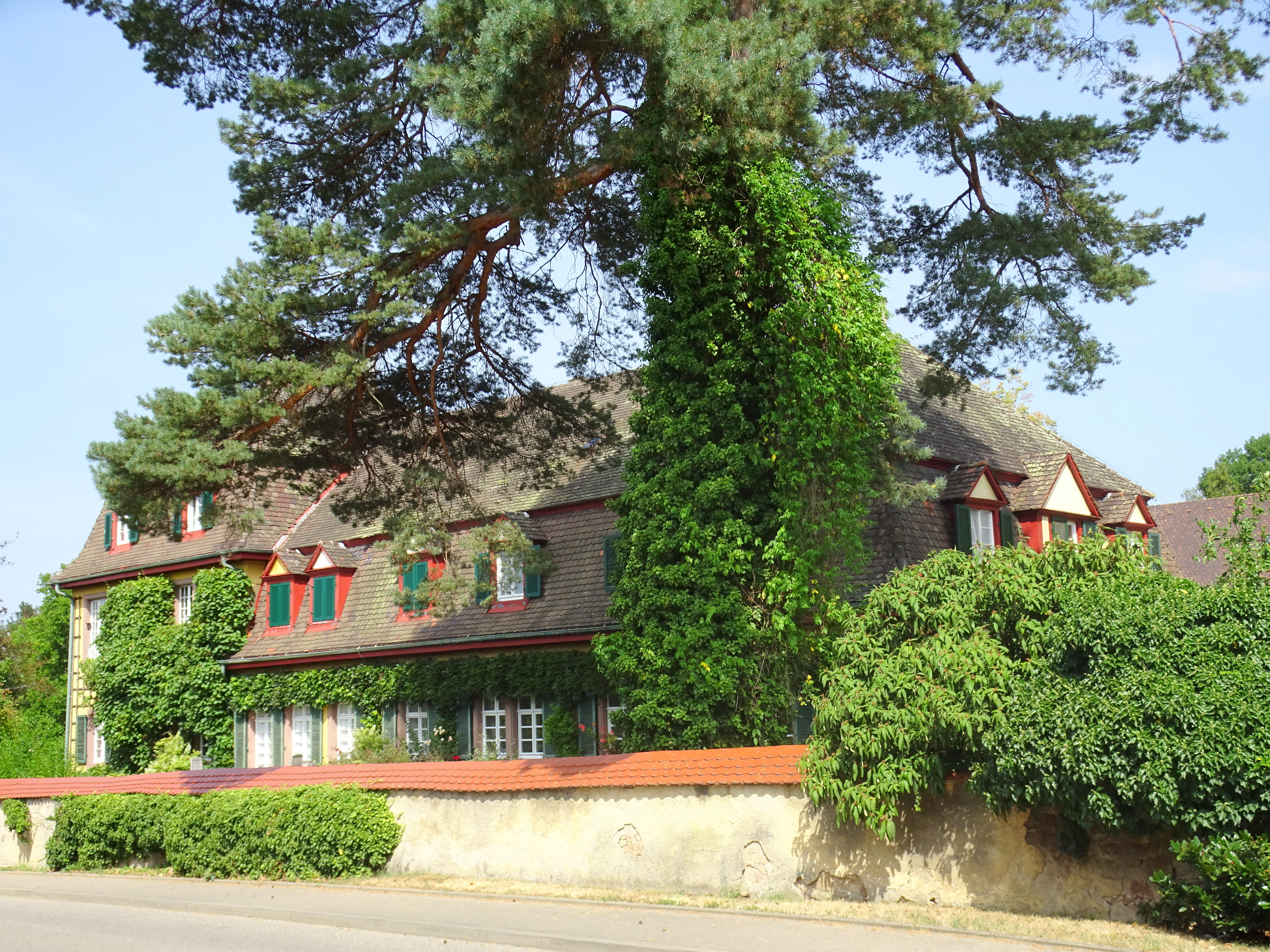
Dworek Schloss Bollschweil
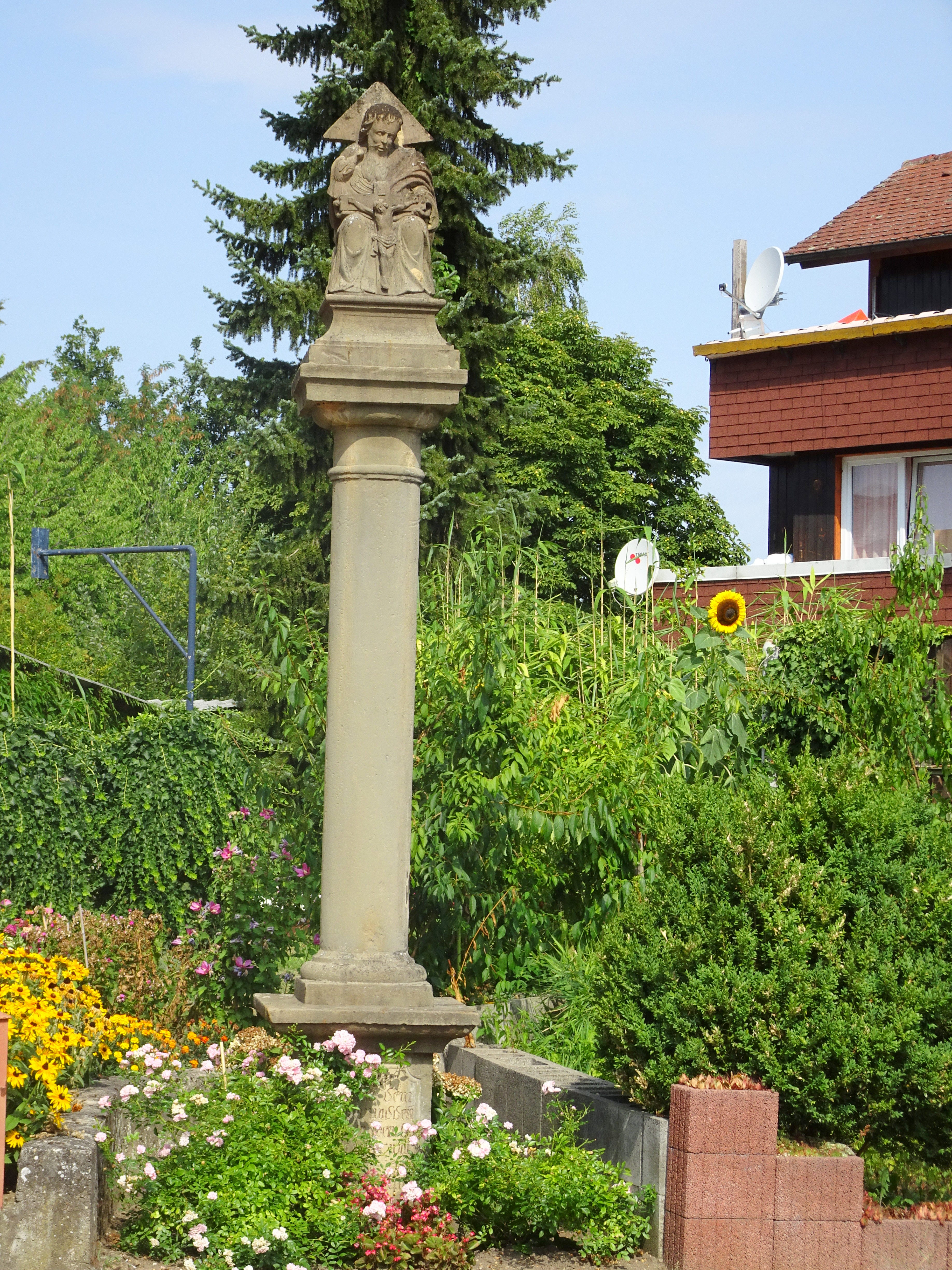
Kolumna św. Trójcy (na wcześniejszym miejscu)
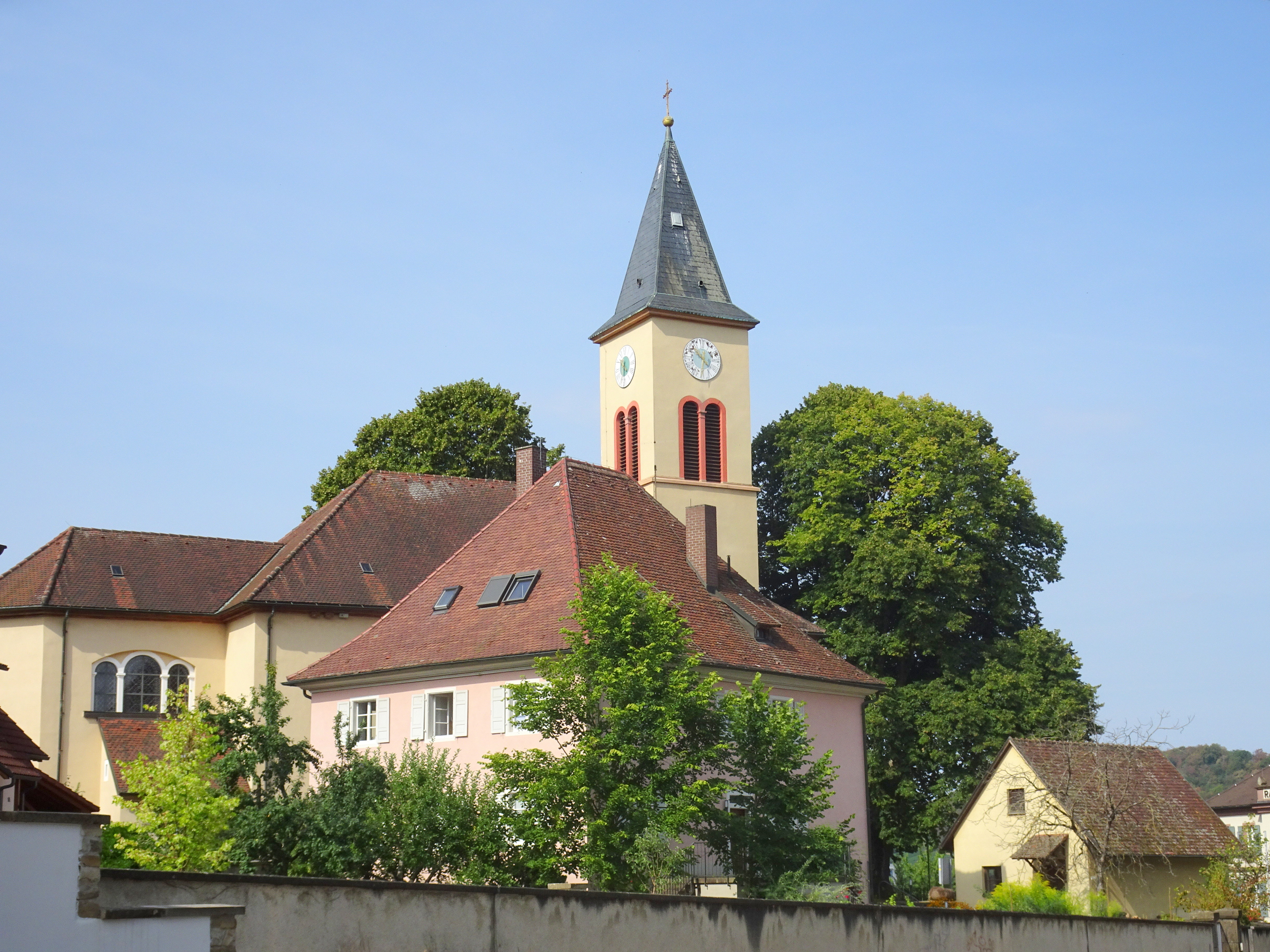
Kościół św. Hilarego i plebania
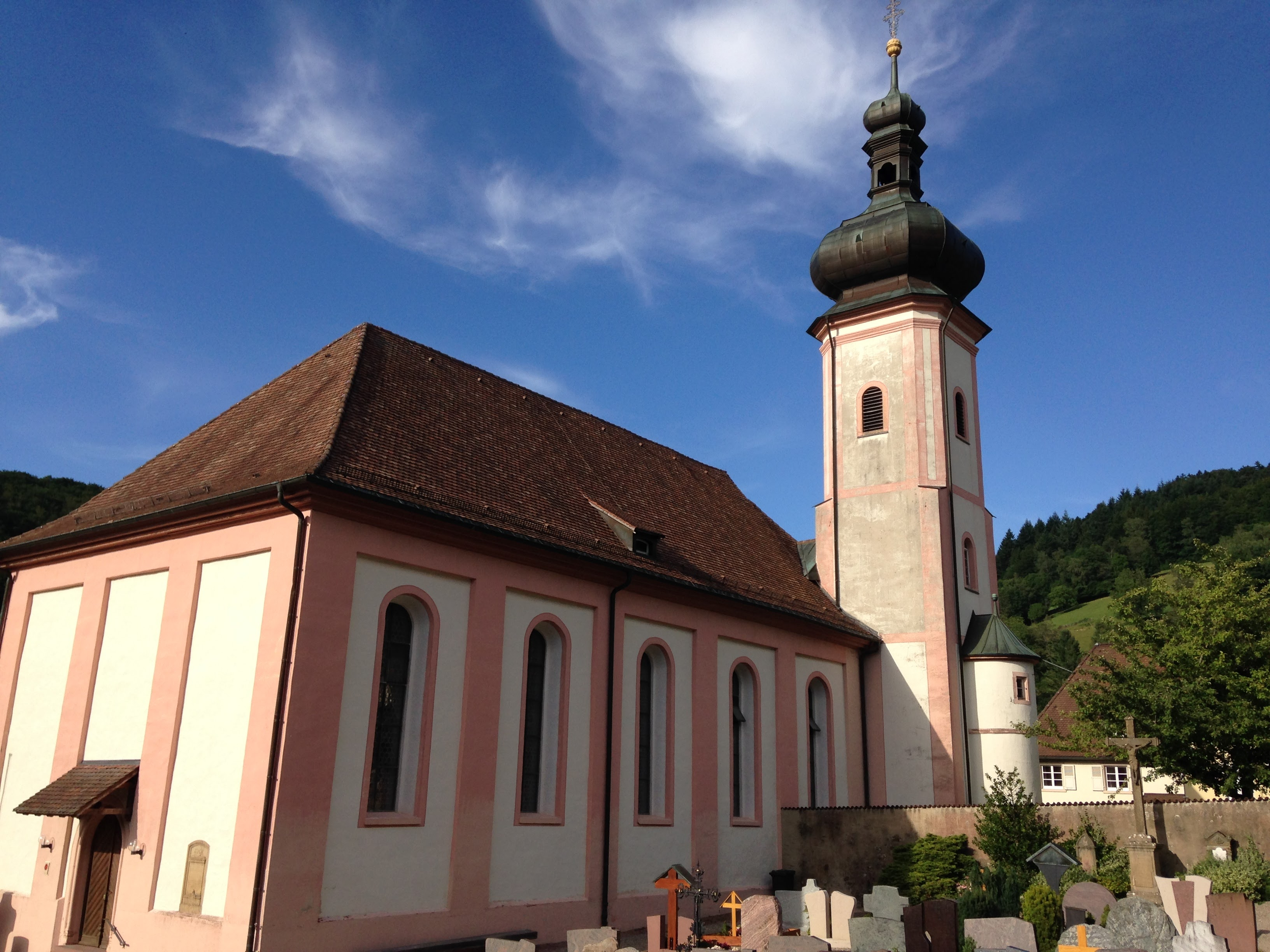
Kościół Apostołów Piotra i Pawła, St. Ulrich
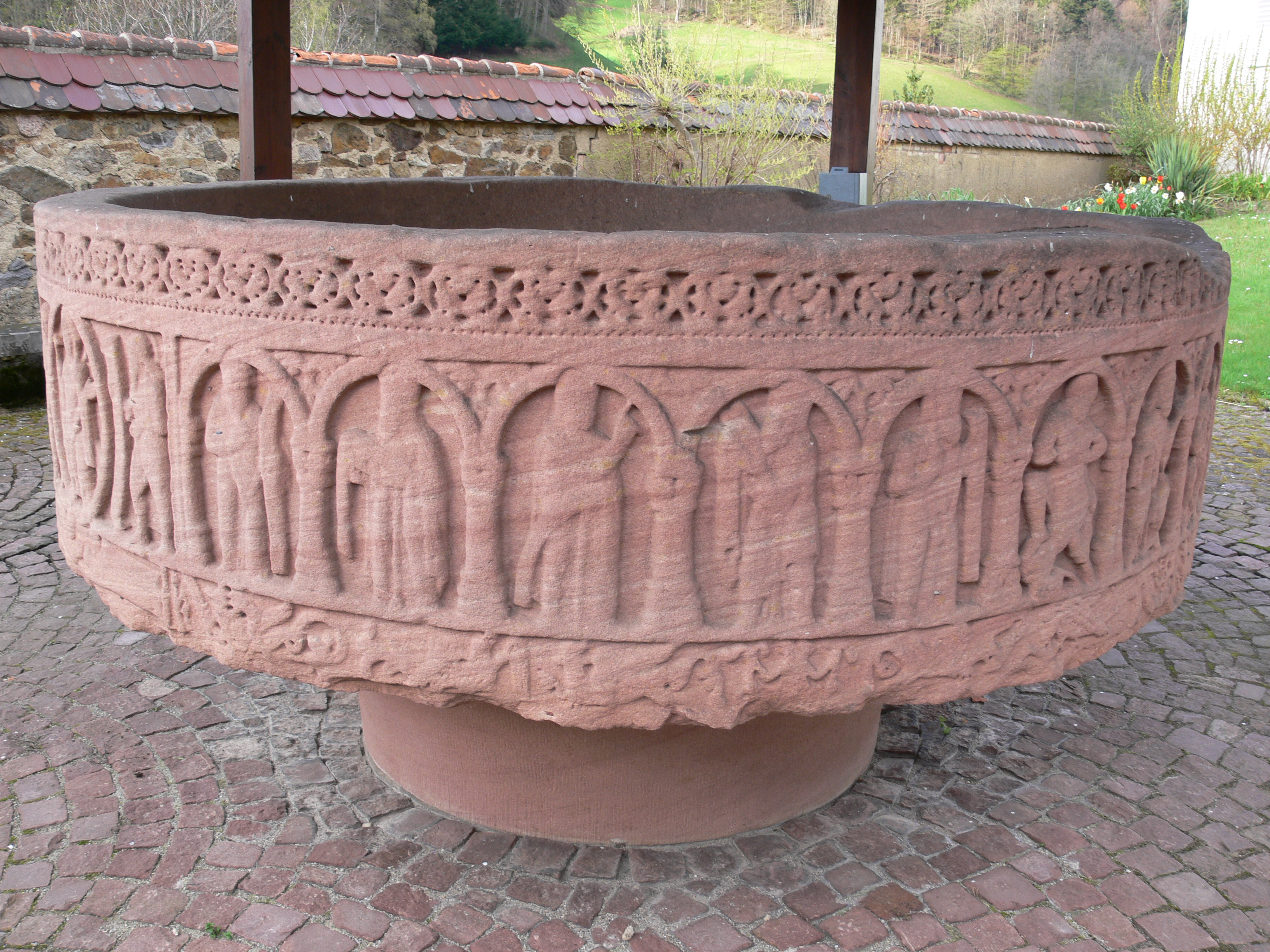
Romańska misa – ujęcie wody
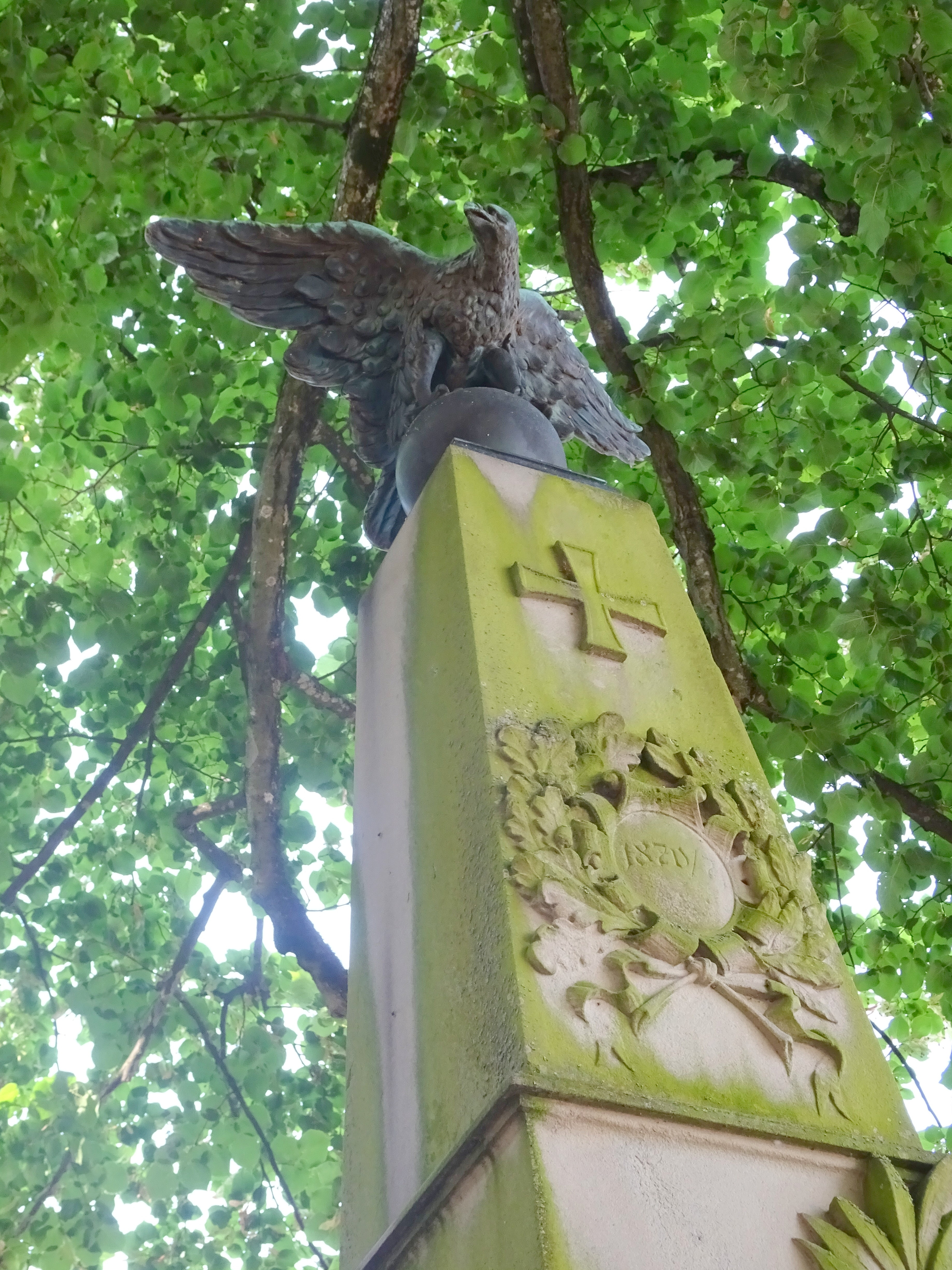
Pomnik weteranom wojny 1870-71
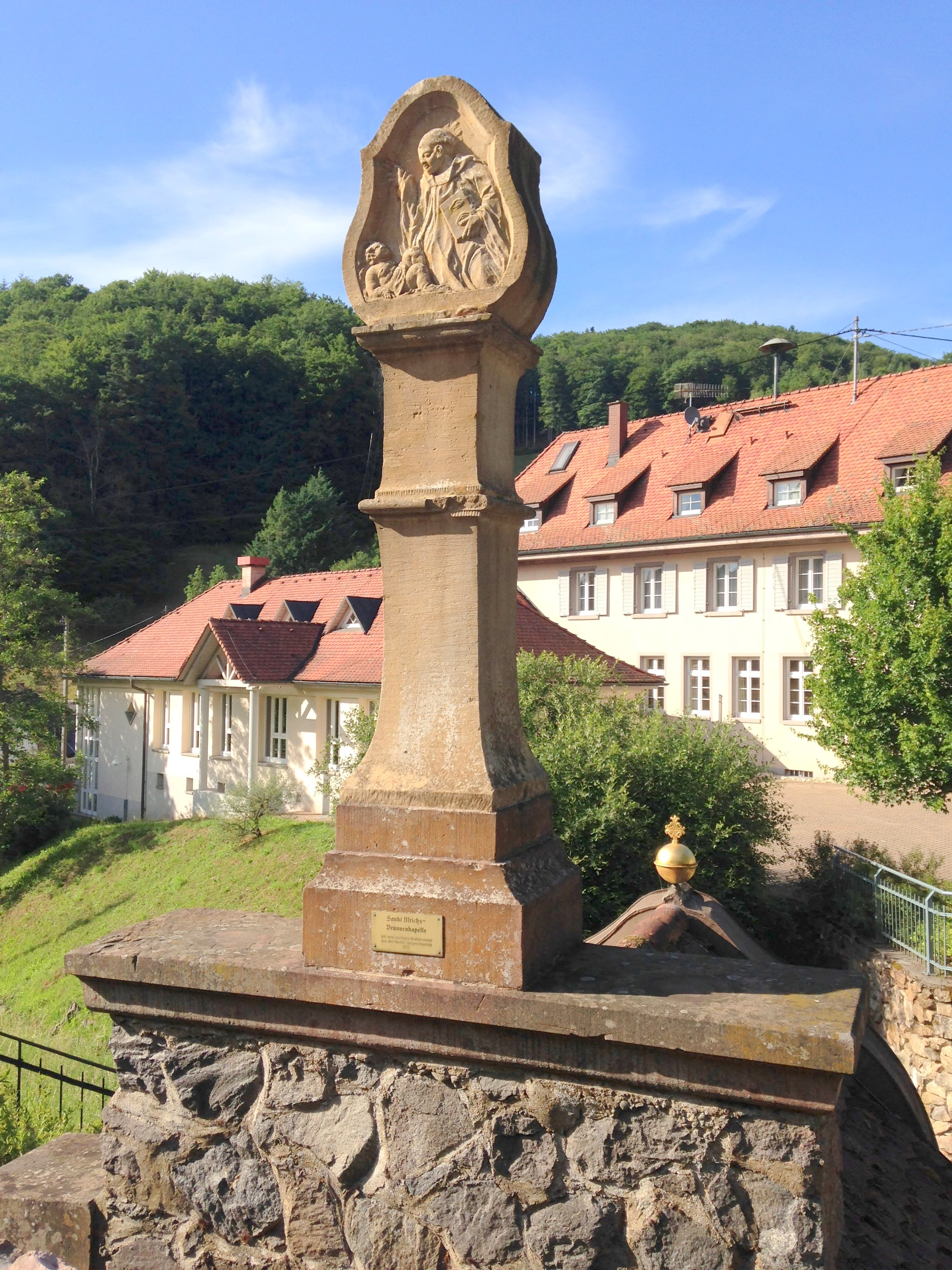
Kaplica źródlana św. Ulryka

## Transport

### Drogowy

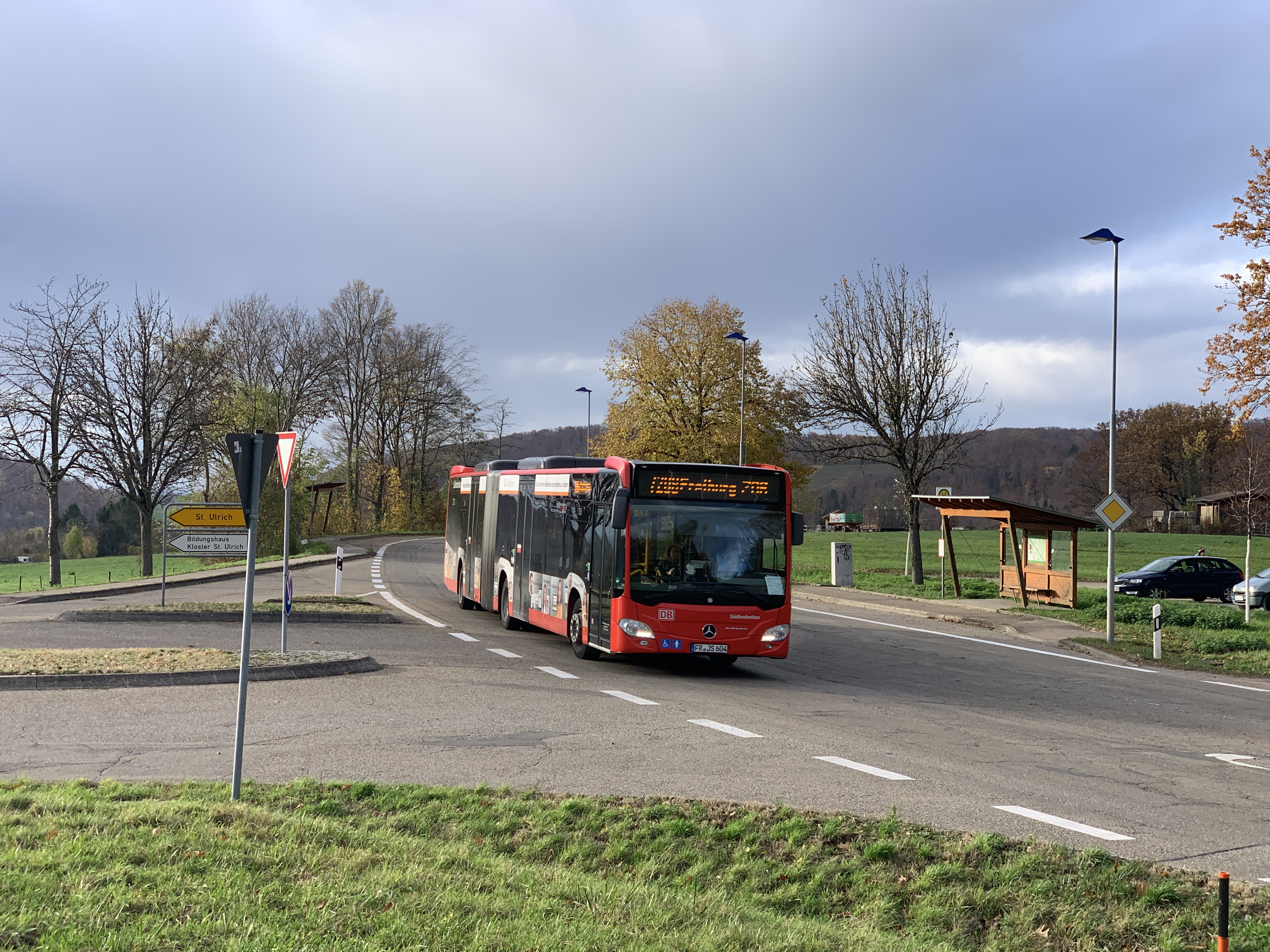
Skrzyżowanie głównej drogi L 122 z drogą K 4956 do St. Ulrich

Przez Bollschweil prowadzi droga lokalna L122, łącząca miejscowości w dolinie Hexental w kierunku północno-wschodnim, i prowadząca w kierunku południowo-zachodnim do Ehrenkirchen i dalej ku Nizinie Górnoreńskiej. Ta droga w obrębie miejscowości jest jego główną ulicą, Hexentalstrasse, i obowiązuje na niej ograniczenie prędkości do 40 km/h w centrum i do 50 km/h na obrzeżach; nią podąża też trasa linii autobusowej. Pozostałe ulice Bollschweilu objęte są strefą 30 km/h lub strefą zamieszkania. Boczną drogą drogi L122 jest droga lokalna droga (Kreisstraße) K4956 prowadząca do St. Ulrich i dalej na wysokość 847 metrów do parkingu Gerstenheim.

### Przewozy autobusowe
Linia autobusowa 7208.1, łącząca Fryburg, Hexental, Witnau i Bad Krozingen, ma w Bollschweilu trzy przystanki i kursuje ze średnią częstotliwością w dni robocze co pół godziny. Rozkład jazdy linii 7208.2, łączącej St. Ulrich, Bollschweil, Ehrenkirchen i Staufen, dostosowany jest do dat i pór działania okolicznych szkół. Do najwyżej położonego przystanku w St. Ulrich – Geiersnest dojeżdża autobus linii 7208.2, którego częstotliwość kursowania także dostosowana jest do działalności szkół.

## Edukacja
- Szkoła podstawowa im. Marii Luizy Kaschnitz (Marie-Luize-Kaschnitz-Schule) – całodniowa (od 8:10 do 15:10), czteroklasowa szkoła podstawowa, w której siedmioro nauczycieli uczy 60-80 dzieci.Szkoła podstawowa im. Marii Luizy Kaschnitz.

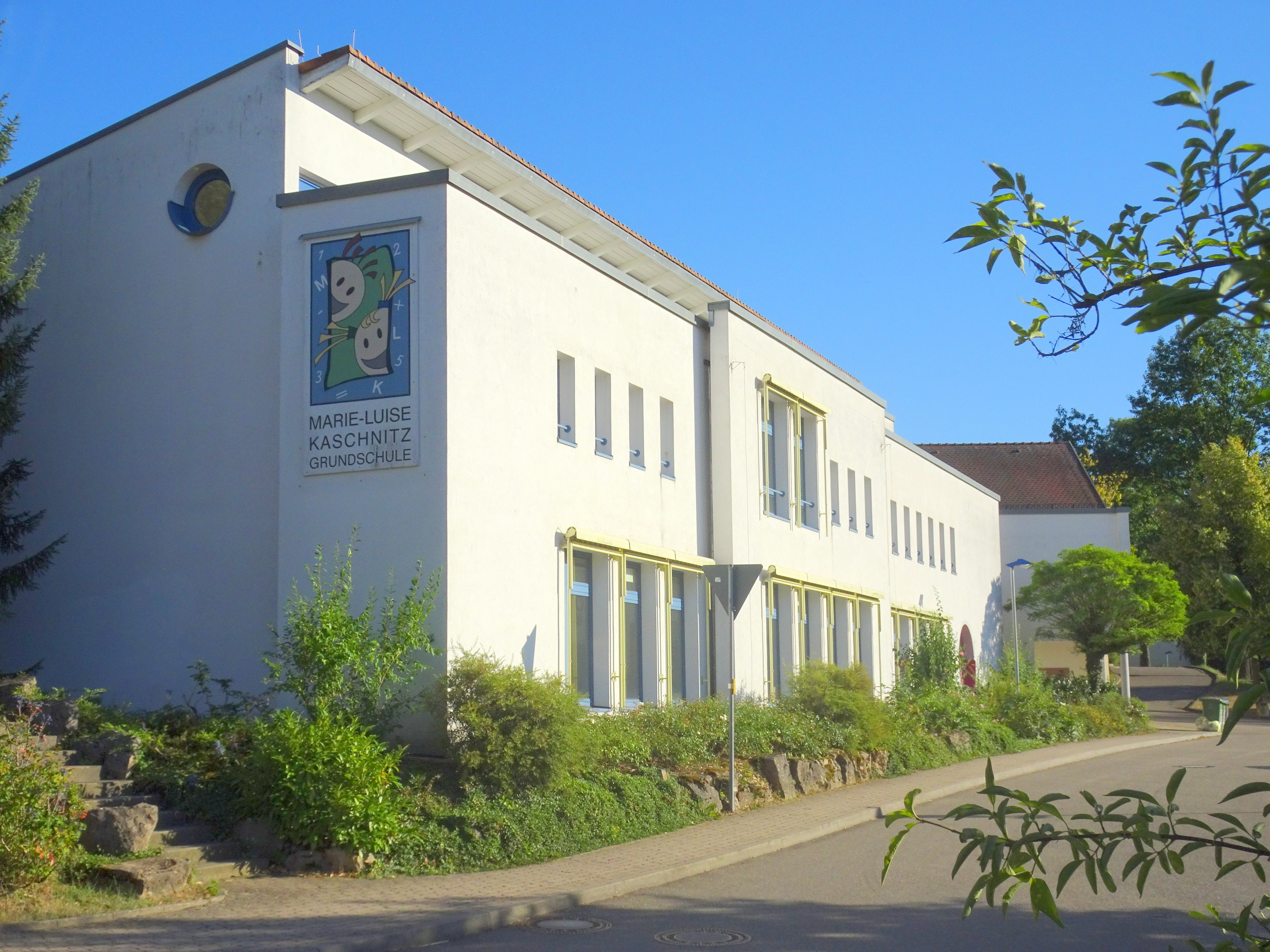
Szkoła podstawowa im. Marii Luizy Kaschnitz.

- Przedszkole św. Józefa (Katholische Kindertagesstätte Sankt Josef) – sprawujące całodzienną opiekę nad 85 dziećmi od roku do wieku szkolnego[45].
- „Zerówka” (Bildungshaus 3-10[36]) – projekt wychowawczy dla dzieci w wieku od 3 do 10 lat, skupiony na przygotowaniu formalnym i środowiskowym dzieci do nauki w szkole podstawowej i prowadzony wspólnie przez pedagogów miejscowego przedszkola i szkoły podstawowej.
- Szkoła muzyczna I stopnia dla dzieci i młodzieży (Jugendmusikschule Südlicher Breisgau) ma swoją główną siedzibę w odległym o 6 km Staufen, a lekcje i próby dla uczniów z gminy Bollschweil odbywają się w pomieszczeniach udostępnianych przez gminę i jej szkoły.
- Ośrodek kształcenia społecznego i osobistego rozwoju (Bildungshaus Kloster St. Ulrich Landvolkshochschule) – podlega archidiecezji Fryburga Bryzgowijskiego; jako ogólnie dostępna placówka edukacyjna i pomocowa oferuje stacjonarne i krótkoterminowe kursy oraz szkolenia nakierowane zarówno na edukację formalną i duchową, jak i kształcenie osobowości.
- Ponadto na terenie gminy znajdują się trzy place zabaw, w tym jedno dla maluchów.

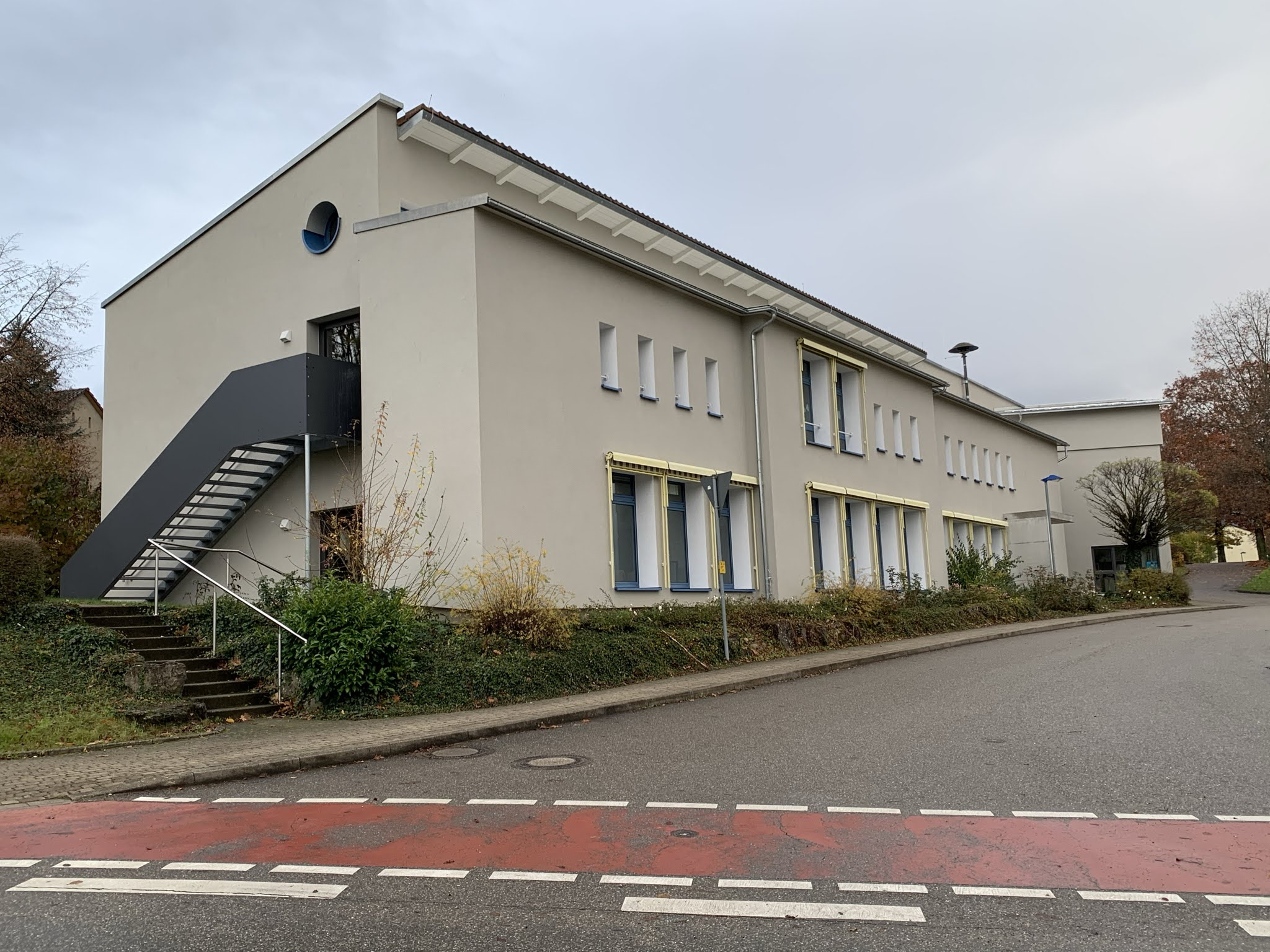
Szkoła podstawowa jesienią 2021 r. po rozbudowie i pracach renowacyjnych.

## Struktura społeczna

### Mieszkańcy
Struktura wiekowa mieszkańców gminy Bollschweil / St. Ulrich odzwierciedla w przybliżeniu tę dotyczącą całych Niemiec, tzn. liczba osób powyżej 65 roku życia przewyższa tę poniżej 18 lat życia. Na 2299 mieszkańców (wg stanu z września 2017) gminę zamieszkuje 493 seniorów i 419 młodzieży do lat 18. Kobiet jest nieco więcej niż mężczyzn: 1160 ♀ i 1139 ♂. Obcokrajowcy, a we wrześniu było ich 174 osoby, stanowią niecałe 8% liczby mieszkańców, czyli mniej niż aktualna średnia krajowa wynosząca 12,8%. Nieco ponad połowa mieszkańców, 1242 osoby, deklaruje się jako katolicy, a 323 osoby podają przynależność do kościoła ewangelickiego. Pozostała jedna trzecia, 734 osoby, nie należą do żadnego kościoła lub wyznają inną religię.

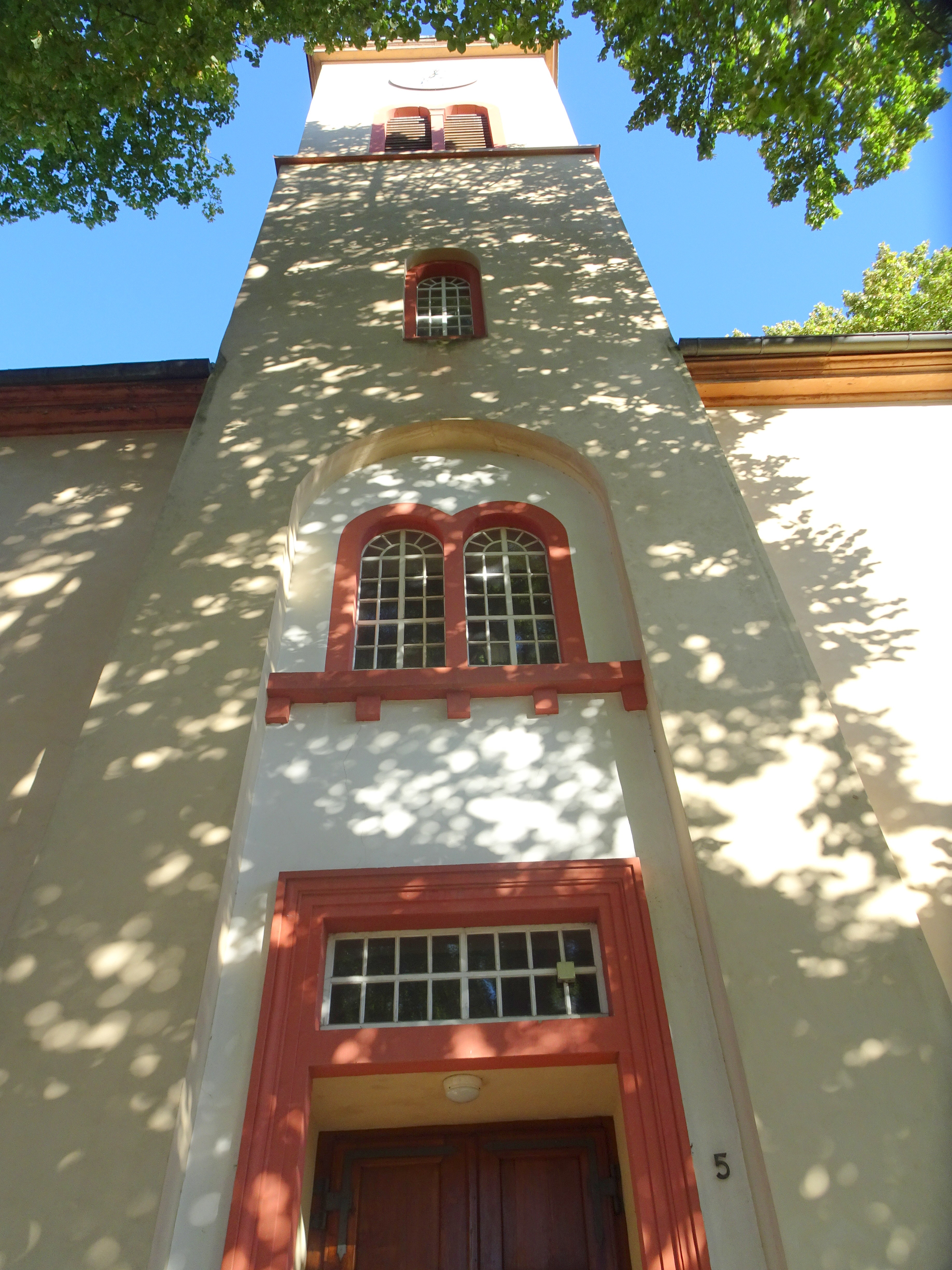
Wieża i wejście do kościoła św. Hilarego.

### Uchodźcy
W ramach ogólnoeuropejskiej pomocy uchodźcom i szukającym azylu politycznego, gmina Bollschweil zobowiązała się wraz z okolicznymi gminami (m.in. Ebringen, Ehrenkirchen, Heitersheim) do współpracy przy organizowaniu zakwaterowań, programów integracyjnych (np. kursów językowych), wsparcia organizacyjnego i prawnego itp. dla osób skierowanych do danych gmin jako uchodźcy. Do miejscowych organizacji, społecznych i instytucjonalnych, pracujących na rzecz uchodźców i azylantów należą Arbeitskreis Integration der Lokalen Agenda Bollschweil 21 (lokalna inicjatywa mieszkańców Bollschweilu) i Caritasverband Landkreis Breisgau-Hochschwarzwald: Migration und Integration (inicjatywa Caritasu powiatu Breisgau-Hochschwarzwald).

## Życie społeczne

### Stowarzyszenia
- Musikverein Trachtenkapelle Bollschweil – Klub Muzyczny i Orkiestra Dęta Gminy Bollschweil – zespół muzyczny występujący przeważnie w strojach ludowych, ale grający także muzykę rozrywkową i jazz; jako stowarzyszenie istnieje od 1863 r.; występuje regionalnie, a w gminie poprzez współpracę z przedszkolem i szkołą podstawową zaangażowany jest w kształcenie muzyczne najmłodszych.
- Kirchenchor St. Ulrich – chór mieszany przy kościele św. Ulryka w St. Ulrich o ponad stuletniej tradycji i różnorodnym repertuarze[51].
- Förderverein des Bollschweiler und Söldener Fußballsports e.V. – Stowarzyszenie Wspierania Piłki Nożnej w Bollschweilu i Sölden – istniejący od 1995 r., samofinansujący się klub futbolowy.
- SpVgg BS e. V. – Spiel-Vereinigung Bollschweil Sölden – założony w 1948 r. klub sportowy zrzeszający nie tylko aktywnie uprawiających sport, ale i jego fanów; organizuje obok wydarzeń sportowych także i towarzyskie, jak np. koncerty, spotkania rodzinne (Familientag) czy inne imprezy przy muzyce.
- Tennisclub Bollschweil e.V. – Klub Tenisowy Bollschweil – istnieje od 1974 r.; do dyspozycji członków klubu i odpłatnie dla niezrzeszonych oferowane są cztery korty i budynek klubowy z małą restauracją, organizowane są turnieje i spotkania sportowe.
- Seniorenkreis Bollschweil-St. Ulrich – Koło Seniorów z Bollschweilu i St. Ulrich – organizuje raz w miesiącu spotkania o charakterze towarzyskim, charytatywnym, informacyjnym lub religijnym[52].
- Ziegenhaltergemeinschaft St. Ulrich-Bollschweil – Zrzeszenie Hodowców Kóz w St. Ulrich i Bollschweilu – założyło sobie w 1995 r. jako cel poprzez naturalną hodowlę kóz wnosić trwały wkład w ochronę miejscowego krajobrazu łąk i pastwisk, a i zaopatrywać miejscową gastronomię i indywidualnych odbiorców w ekologiczne produkty pochodzące z hodowli kóz.
- Hilfe von Haus zu Haus Obere Möhlin e.V. – Pomoc Sąsiedzka nad Górną Möhlin – obejmuje sąsiadujące ze sobą miejscowości Sölden, Bollschweil/St. Ulrich i Ehrenkirchen; w ramach tej organizacji prywatne osoby oferują za symboliczną opłatą pomoc rodzicom np. przy opiece nad dziećmi, osobom starszym np. robiąc dla nich zakupy, towarzysząc im do lekarza itp. oraz chorym (w tym cierpiącym na demencję) np. w pracach domowych.
- Helferkreis Bollschweil – Koło pomocy Wzajemnej w Bollschweilu – ma podobny zakres oferowanej pomocy jak Hilfe von Haus zu Haus, lecz służy nią nieodpłatnie i w zasadzie tylko mieszkańcom Bollschweilu[53].
- Beratungsdienst Familie und Betrieb e.V. – Doradztwo dla Rodzin Rolniczych – działa w ramach ogólnoniemieckiego katolickiego ruchu mieszkańców terenów rolniczych, KLB, ale służy pomocą wszystkim bez względu na wyznanie, którzy szukają porady w trudnej sytuacji życiowej związanej z prowadzeniem gospodarstwa rolnego.
- Schwarzwaldverein Freiburg-Hohbühl e.V. – Szwarcwaldzkie Towarzystwo Turystyczne, Oddział Fryburg/Hohbühl.
- dalsze stowarzyszenia wymienione są na portalu gminy Bollschweil[54].

### Organizacje
- Freiwillige Feuerwehr – Ochotnicza Straż Pożarna – podzielona jest na dwie grupy: jedna działa na terenie Bollschweilu i okolicy, a druga – St. Ulrich; ponadto młodzież od 10 do17 lat zainteresowana pracą straży pożarnej skupiona jest w osobnej organizacji – Jugendfeuerwehr; służba w straży pożarnej odbywana jest wyłącznie na zasadzie wolontariatu.
- Katholische Pfarrgemeinde Bollschweil (St. Hilarius) – Katolicka Parafia św. Hilarego w Bollschweilu;
- Katholische Pfarrgemeinde St. Ulrich (St. Peter und Paul) – Katolicka Parafia św. Piotra i Pawła w St. Ulrich;
- Deutsches Rotes Kreuz Ortsverein Ehrenkirchen-Bollschweil – Niemiecki Czerwony Krzyż, Oddział Ehrenkirchen-Bollschweil.

### Inicjatywy społeczne

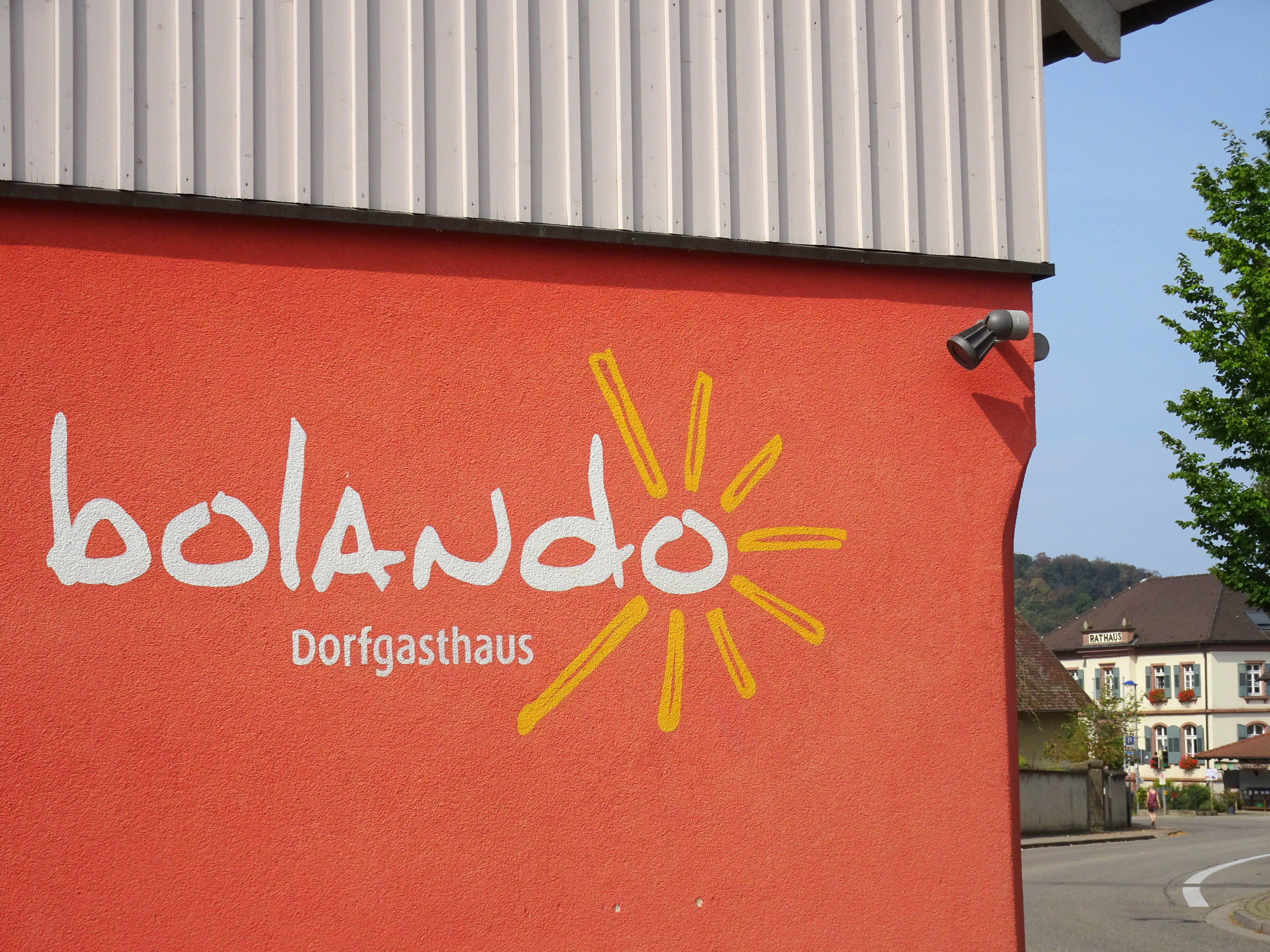
Logo bolando na ścianie restauracji od głównej ulicy

Genossenschaft bolando e. G. – Spółdzielnia bolando – założona w kwietniu 2006 r. przez grupę ośmiu mieszkańców Bollschweilu z zamiarem podjęcia szerokiej akcji społecznej, której celem miało być uratowanie przez zburzeniem jednego ze starszych budynków w centrum miejscowości. Na początku wiele wysiłku włożono w przekonanie rady gminy o słuszności tej inicjatywy, a jako argument zaproponowano plan takiego odremontowania i przebudowy tego budynku, by mógł służyć jako wiejska gospoda – restauracja z osobną salą zebrań, kącikiem zabaw dla dzieci, a nawet sceną – miejsce spotkań nie tylko okolicznych mieszkańców. Początkowymi zasobami finansowymi spółdzielni były jedynie wkłady jej członków, z czasem jednak, gdy ich idea zyskała szersze uznanie, uzyskano dofinansowanie z gminy, która pozostała właścicielem budynku i parceli, wynajmując je spółdzielni bolando na 40 lat. Kiedy 1 stycznia 2006 r. otwierano uroczyście bolando, pierwszą w Niemczech gospodę wiejską prowadzoną na zasadach spółdzielczych, spółdzielnia bolando liczyła ponad 230 osób, a ich dotychczasowy wkład finansowy wynosił ok. 300 tys. euro. Zarząd spółdzielni pracuje na jej rzecz nieodpłatnie, a restauracja od 2012 r. przynosi stały dochód.
- Agenda Bollschweil 21[55] – nawiązuje do dokumentu programowego Agenda 21 podpisanego przez 172 kraje na światowej konferencji „Środowisko i Rozwój” w Rio de Janeiro w 1992 r., który zawierał zalecenia i propozycje dla organizacji lokalnych, także rządowych, na temat opracowywania i wdrażania programów zrównoważonego rozwoju na poziomie lokalnym przy aktywnym współudziale obywateli. Agendę Bollschweil 21 powołano do życia w listopadzie 2001 r., a formalnie pod hasłem „Przyszłość kształtować wspólnie” w styczniu 2002 r. Obecnie tworzy ona trzon miejscowych inicjatyw społecznych, pracujących w różnych grupach tematycznych, jak np:
  - Arbeitskreis Integration[48] – konkretna pomoc migrantom i uchodźcom w ułożeniu sobie praktycznej strony życia w nowej społeczności[56];
  - Arbeitskreis Kultur und Begegnung – drobne wydarzenia kulturalne, spotkania z interesującymi osobami, wystawy – odbywają się przeważnie w budynku dawnego ratusza (Altes Rathaus) lub w odrestaurowanym w 2022, częściwo w tym celu, budynku dawnej szkoły (Alte Schule)[57];
  - Arbeitskreis Marie Luise Kaschnitz – praca tej grupy poświęcona jest kultywowaniu pamięci o pisarce Marii Luizie Kaschnitz, honorowej obywatelce Bollschweilu; spośród wielu jej osiągnięć najbardziej na co dzień widocznym są szyldy z cytatami z książki M. L. Kaschnitz Beschreibung eines Dorfes, umieszczone w miejscach, do których się odnoszą[58];
  - Arbeitskreis Ortsbild/Erholungsraum – dzięki tej grupie ośmiu osób powstał wokół Bollschweilu 8,5 km szlak spacerowy[59];
  - Tauschbörse Bollschweil – wzajemna wymiana drobnych usług i towarów[60];
  - dalsze grupy robocze Agendy Bollschweil 21 opisane są na portalu gminy Bollschweil[54].

Do innych osiągnięć działalności Agendy Bollschweil 21 należą m.in.:
- organizacja copiątkowego targu przed budynkiem starego ratusza, podczas którego otwarty jest sam budynek z jego kącikiem kawowym, biblioteką i aktualną wystawą;
- zamontowanie instalacji fotowolkanicznej na dachu gminnego budynku Möhlinhalle;
- doprowadzenie do zmodernizowania w 2006 r. sieci przewodowej szybkiego Internetu;
- zbudowanie ścieżki dla pieszych i rowerzystów łączącej szkołę podstawową i przedszkole.

## Sport i turystyka
W gminie aktywnych jest kilka klubów i stowarzyszeń sportowych, skupiających sportowców i fanów następujących sportów: piłka nożna, tenis ziemny, narciarstwo i kręgle oraz stowarzyszenia turystyczno-krajoznawcze. W niżej położonej części Bollschweilu znajduje się duży kompleks sportowy obejmujący boiska do piłki nożnej, korty tenisowe i dom klubowy. Małe boisko piłkarskie ma także St. Ulrich. Kryta hala sportowa znajduje się w budynku Möhlinhalle, w Bollschweilu.
Gmina Bollschweil / St. Ulrich leży w niezwykle atrakcyjnym regionie turystycznym, czego dowodem jest wielka ilość szlaków turystycznych, ścieżek rowerowych i tras spacerowych biegnących przez teren gminy. Dzięki położeniu w obrębie rejonu, któremu patronuje stowarzyszenie turystyczne Ferienregion Münstertal Staufen, Bollschweil korzysta z jego struktur organizacyjnych, np. dotyczących zakwaterowania czy oznakowania szlaków. Przez Bollschweil wiedzie jeden z najpopularniejszych w tym regionie szlaków – ok. 27-kilometrowa Bettlerpfad. Oznakowana jako trasa turystyczna w latach 30. XX wieku, prowadzi z Merzhausen do Badenweiler przez różnorodne krajobrazy i w pobliżu lokalnych zabytków.
Ponadto lokalnie zainicjowano i zrealizowano, także we współpracy z sąsiednimi gminami, poprowadzenie szlaków turystycznych wokół miejscowości i gminy, jak na przykład:
- „Wokół Bollschweilu” – Rund um Bollschweil – trasa spacerowa wokół samego Bollschweilu;
- „Poznaj dolinę Hexental” – Erlebnispfad Hexental – edukacyjna trasa krajoznawcza z licznymi tablicami informacyjnymi dotyczącymi przyrody;
- „Ślady epoki kamiennej na górze Ölberg” – Steinzeitpfad am Ölberg – nieco trudniejsza edukacyjna trasa spacerowa na granicy między Bollschweilem a Ehrenkirchen, z tablicami informacyjnymi dotyczącymi prehistorii i geologii terenu, lokalnej historii i gospodarki;
- „Droga życiowa” – Lebensweg St. Ulrich – trasa spacerowa, wzdłuż której ustawiono elementy na pograniczu dzieł sztuki, mające nakłaniać do refleksji nad drogami życiowymi.

Atrakcyjny z turystycznego punktu widzenia jest także centralny plac Bollschweilu – Dorfplatz – z otaczającą go zabudową:
- budynek dawnego ratusza (Altes Rathaus), obecnie wykorzystywany głównie przez działaczy Agendy 21 na spotkania, wystawy, prelekcje itp.;
- s’Milchhisli, dawny punkt skupu mleka, przebudowany na zadaszenie cotygodniowego targu, a jednocześnie część ogólnie dostępnego ogrodu i parku przy plebanii[64];
- restauracja bolando w przebudowanym dawnym domu pisarza gminnego;
- otoczony murem ogród i park przy plebanii (Pfarrgarten)[65];

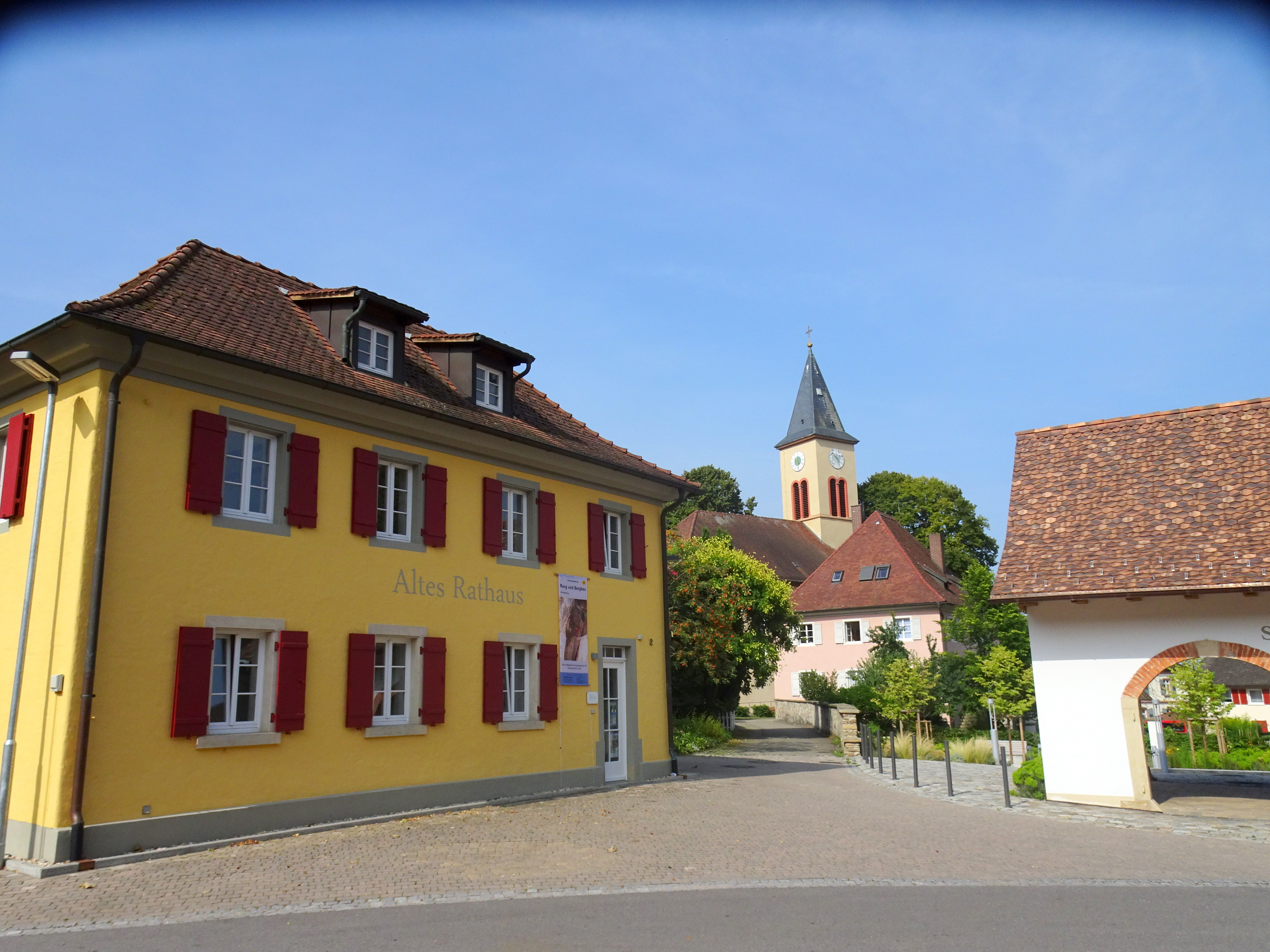
kościół św. Hilarego i plebania.  - Dorfplatz – Altes Rathaus, kościół św. Hilarego, plebania, Milchhäusle
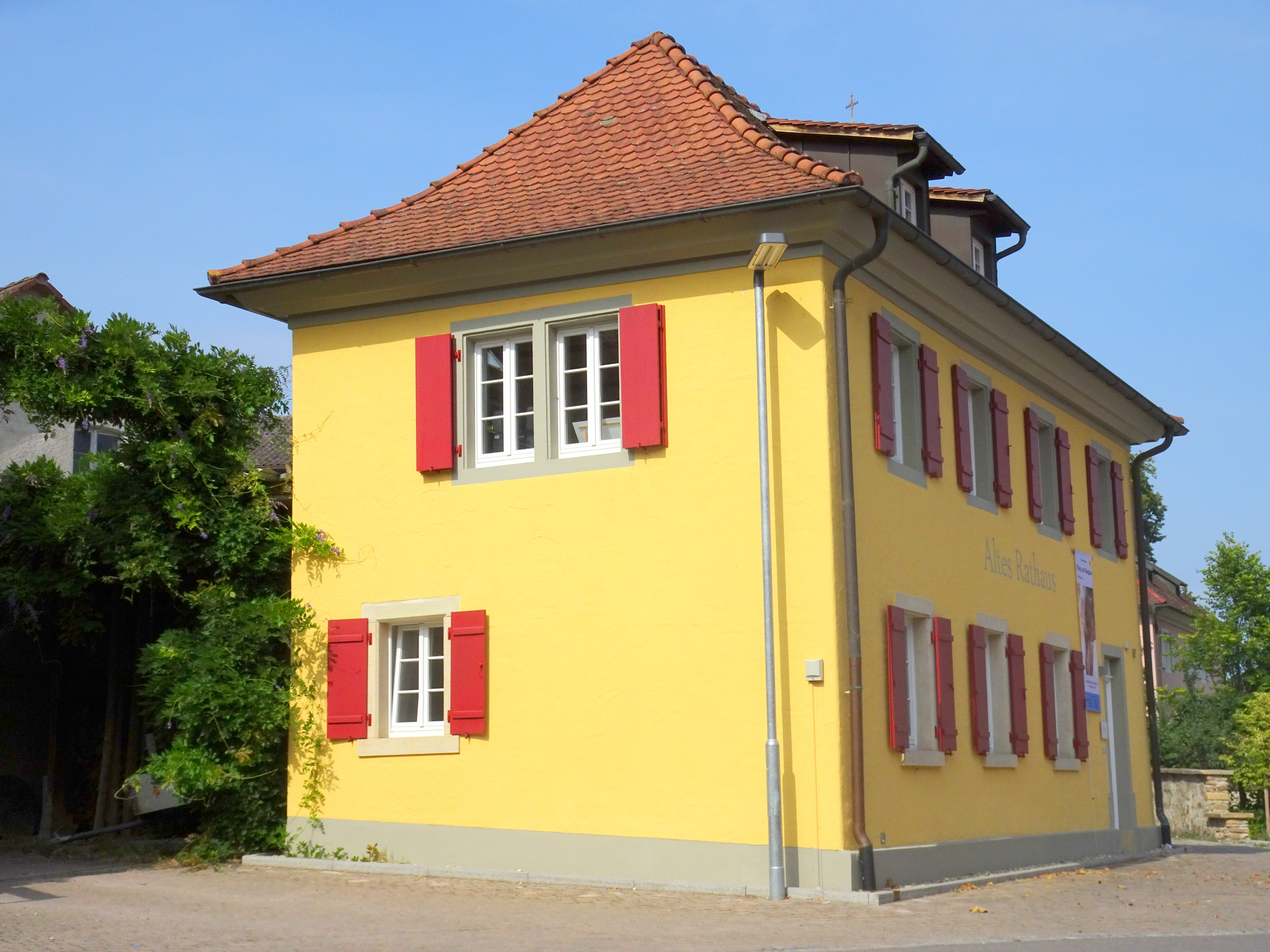
Dawny ratusz
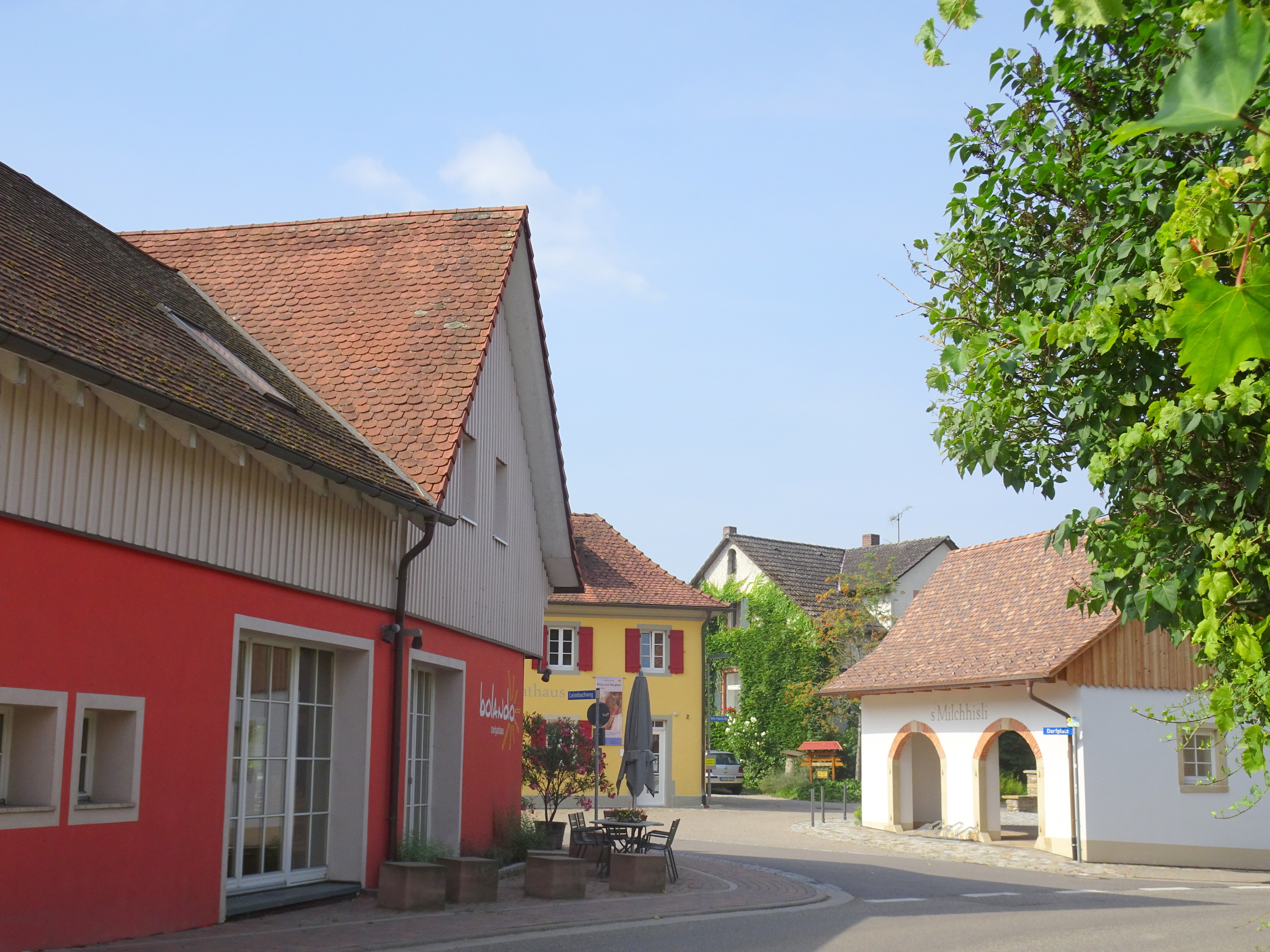
Dorfplatz – restauracja bolando, dawny ratusz, Milchhäusle
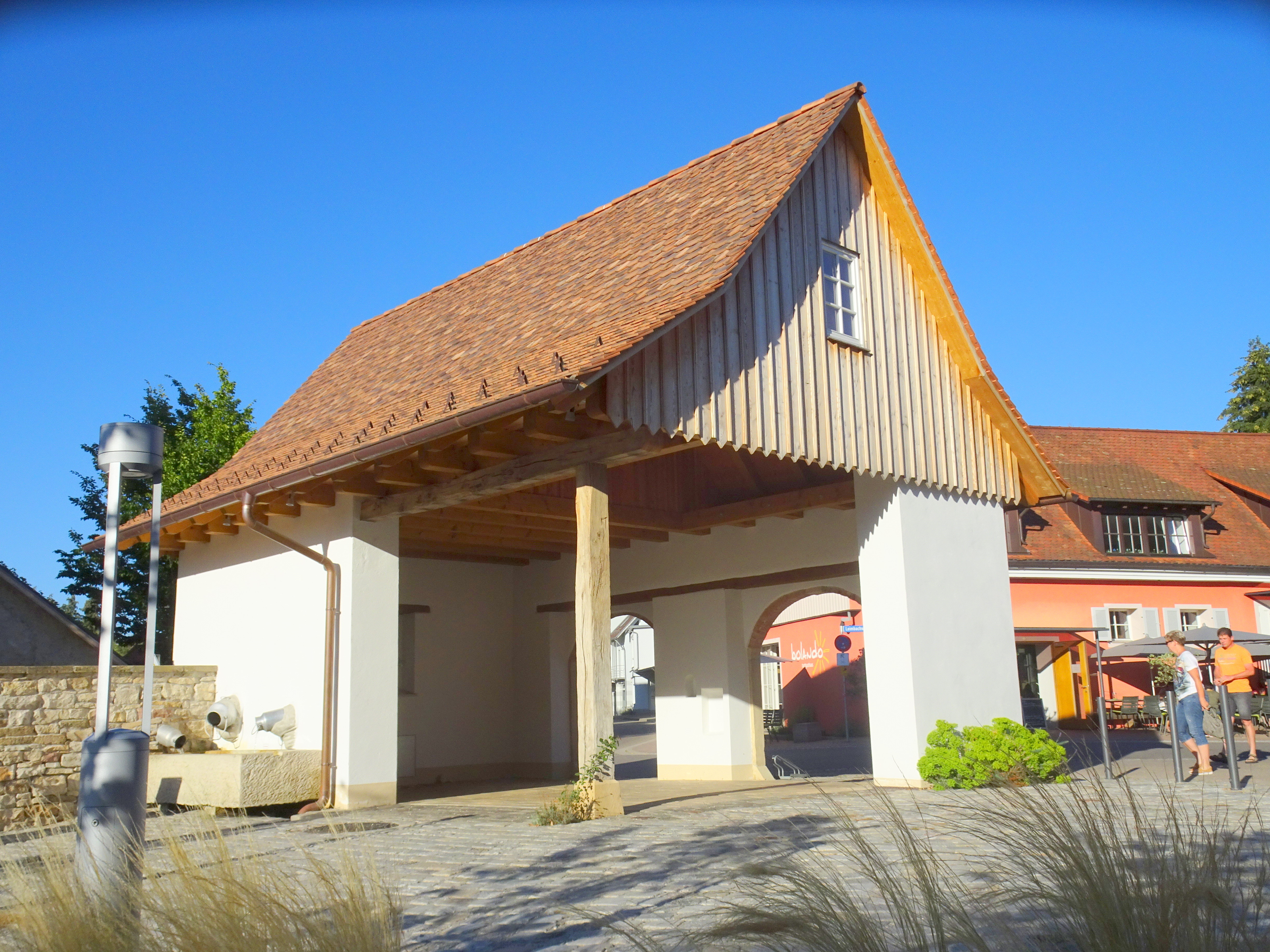
s’Milchhisli
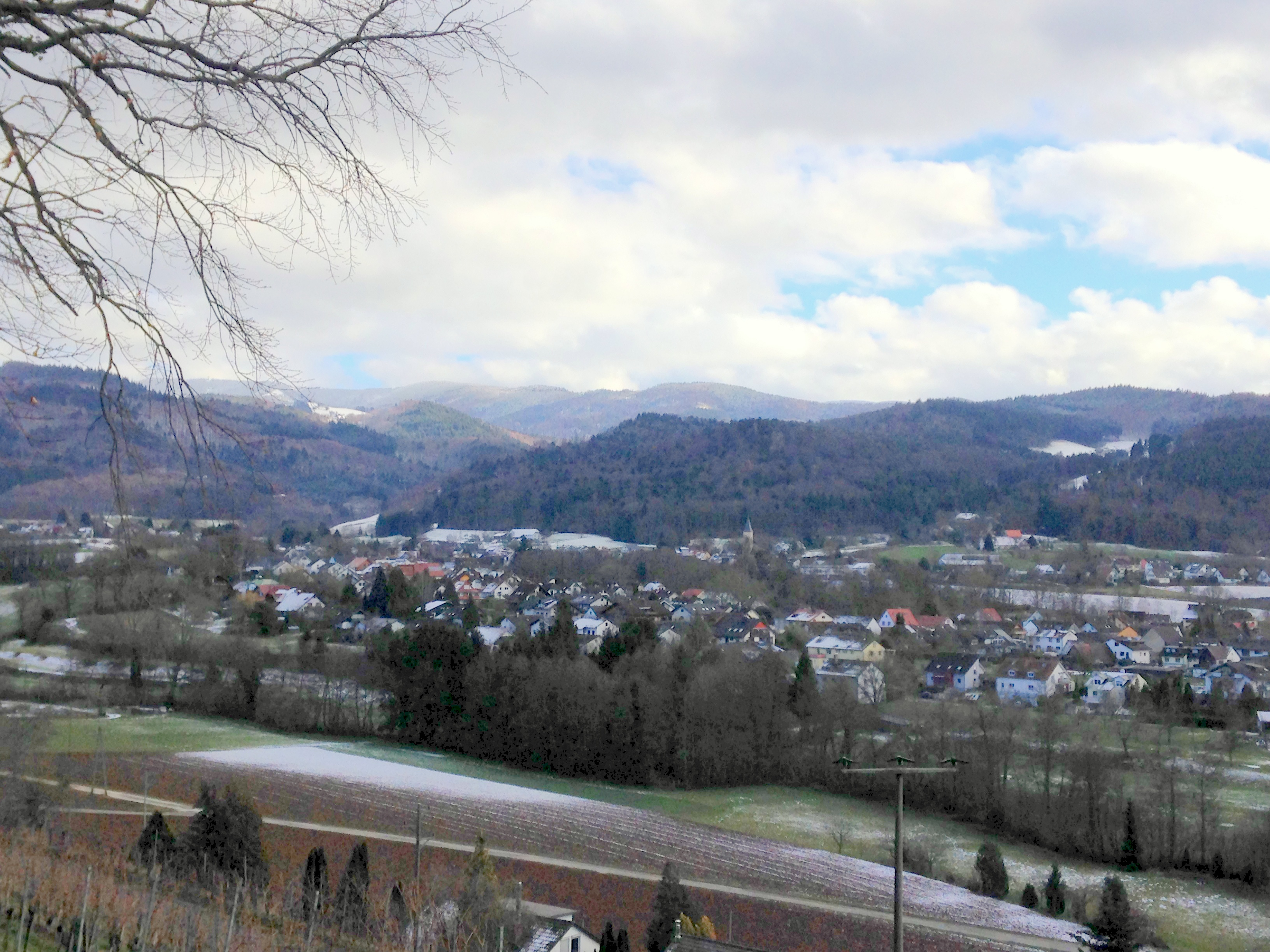
widok na Bollschweil ze stoku Steinbergu w kierunku południowo-wschodnim
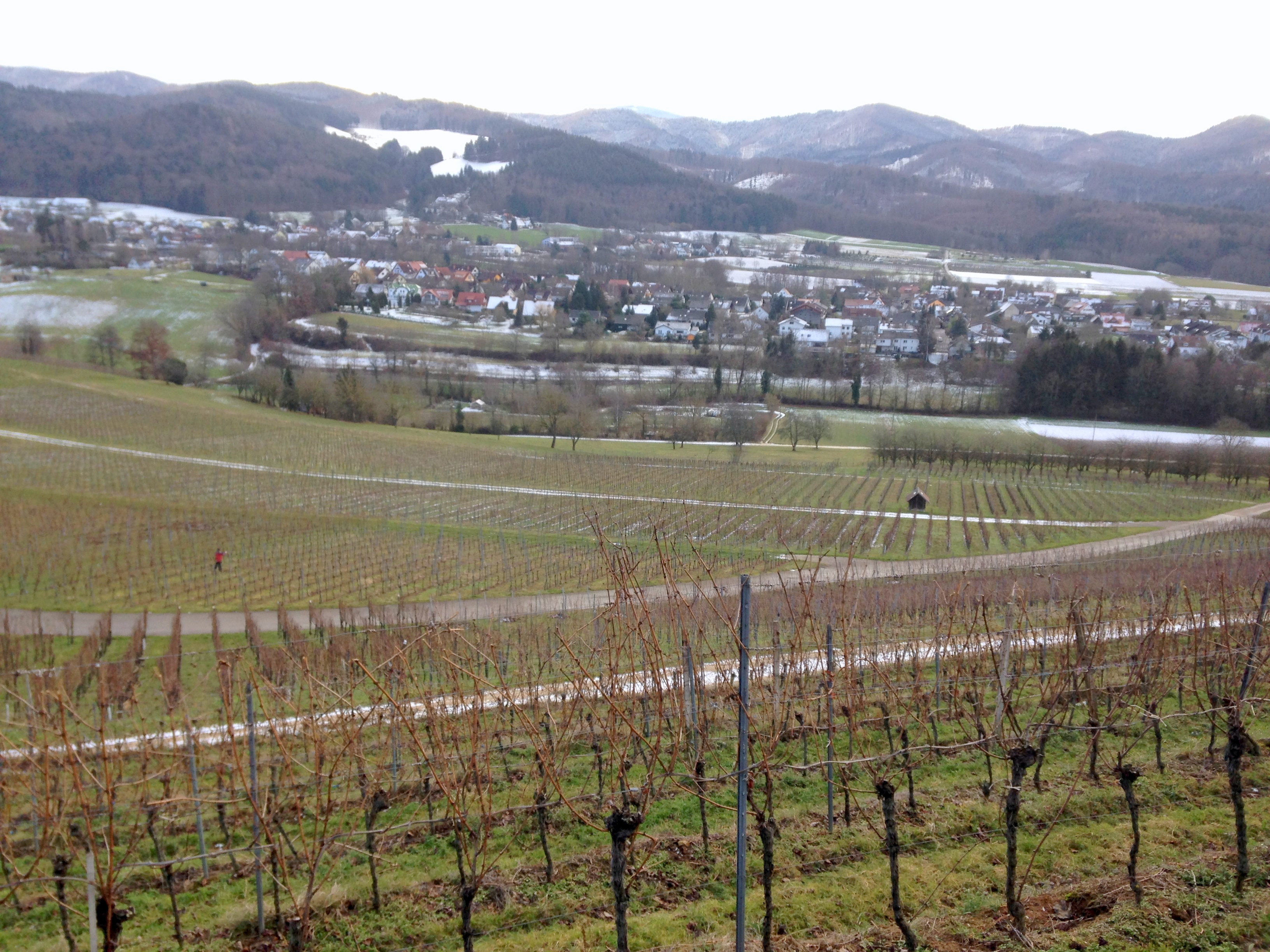
widok na Bollschweil ze stoku Steinbergu w kierunku południowo-zachodnim
  - Dawny ratusz
  - Dorfplatz – restauracja bolando, dawny ratusz, Milchhäusle
  - s’Milchhisli
  - widok na Bollschweil ze stoku Steinbergu w kierunku południowo-wschodnim
  - widok na Bollschweil ze stoku Steinbergu w kierunku południowo-zachodnim

## Gastronomia
Najstarszą w Bollschweilu karczmę – Gasthaus zum Schwanen – zbudowano w trzeciej dekadzie XVIII wieku. W obszernym, dwupiętrowym domu stojącym nieopodal dworku Schloss Bollschweil mieściły się, oprócz gospody, także sala balowa i pokoje gościnne. W latach 60. XX wieku chętnie spotykali się tu mieszkający w okolicy artyści i intelektualiści, jak np. pisarka Marie Luise Kaschnitz, szef wydawnictwa Suhkamp Siegried Unseld, pisarz Erhart Kästner, malarka Monika Wurmdobler, której mieszkanie w domu Zum Schwanen po zamknięciu restauracji przez lata pozostało miejscem spotkań tych znamienitych gości. Przez osiem lat, 1975-82, na tyłach karczmy znajdowały się korty miejscowego klubu tenisowego. Budynek w kształcie niezmienionym właściwie nawet po renowacji i generalnej przebudowie na początku lat 80. XX wieku stoi przy głównej ulicy Hexentalstrasse, obecnie pod numerem 39, i jest w całości budynkiem mieszkalnym.
W centrum Bollschweilu, w głównym budynku zagrody uważanej za najstarszą we wsi, mieści się Weingut und Stuben Straussi Mangold – prowadzona od trzech pokoleń winiarnia rodziny Mangold. Składają się na nią winnice na zboczach Steinbergu, winiarstwo w tejże zagrodzie Mangoldów i prowadzona przez nich na parterze domu winiarnia (Stuben Straussi), czynna wiosną i jesienią, a oferująca obok wina własnej produkcji, typowe lokalne potrawy.
Otwarte 1 stycznia 2010 r. w Bollschweilu bolando to pierwsza w Niemczech gospoda wiejska prowadzona na zasadach spółdzielczych (genossenschaftliches Dorfgasthaus) – inicjatywa jej powstania, wkład finansowy spółdzielców, członków spółdzielni bolando, i ich praca społeczna przy realizacji tego projektu, zyskały mu wiele uwagi prasy („Badische Zeitung”) i radia (Deutschlandfunk). Na cel gospody odrestaurowano dawne domostwo pisarza gminnego, które służyło potem jako budynek gospodarczy, a następnie mieszkalny, nadając przy okazji tej przebudowy nowy kształt samemu centrum wsi. Wystrój wnętrza oparty na dominacji nieciosanego kamienia i drewna odwołuje się do naturalnych bogactw regionu, a jego szczególnym akcentem są BolandoChairs – krzesła zaprojektowane specjalnie dla gospody bolando. W ofercie gastronomicznej podkreśla się stosowanie produktów regionalnych, a potrawy menu odwołują się do kuchni śródziemnomorskiej. Ponadto bolando ma szeroki program kulturalny, edukacyjny i rozrywkowy, oferujący koncerty, występy aktorów, prelekcje itp. W uznaniu społecznej funkcji restauracji bolando i jej sukcesu przyznano spółdzielni bolando takie wyróżnienia jak: nagrodę im. G. Kiechle przyznaną jej w 2007 r. za zaangażowanie społeczne, specjalne wyróżnienie Ministerstwa Gospodarki Badenii-Wirtembergii w konkursie Bauen und Wohnen im Bestand (zagospodarowywanie istniejącej substancji budowlanej) w 2010 r. za twórcze przeistoczenie historycznego zespołu budynków w ośrodek społecznego, kulturalnego i towarzyskiego życia miejscowości, nagrodę LUI (Landwirtschaftspreis für unternehmerische Innovation) w 2015 r. w uznaniu za koncepcję biznesową i przedsiębiorczość spółdzielni bolando.
W St. Ulrich znajdują się dalsze cztery lokalne gastronomiczne:
- Gasthaus Zum Rössle – mający obok restauracji znanej z wyszukanej kuchni także pokoje gościnne;
- Gasthaus Schweighof – oferujący sezonowe menu oparte na badeńskich daniach regionalnych;
- Sonners Heinehof – opiera swoją restaurację na własnych produktach dzięki temu, że jest częścią rozległego gospodarstwa rolniczo-hodowlanego; posiada także pokoje gościnne;
- Berggasthof Gerstenhalmstüble – najwyżej położona, skromna gospoda z rozległym widokiem od Belchenu, ponad doliną górnego Renu, po Wogezy.

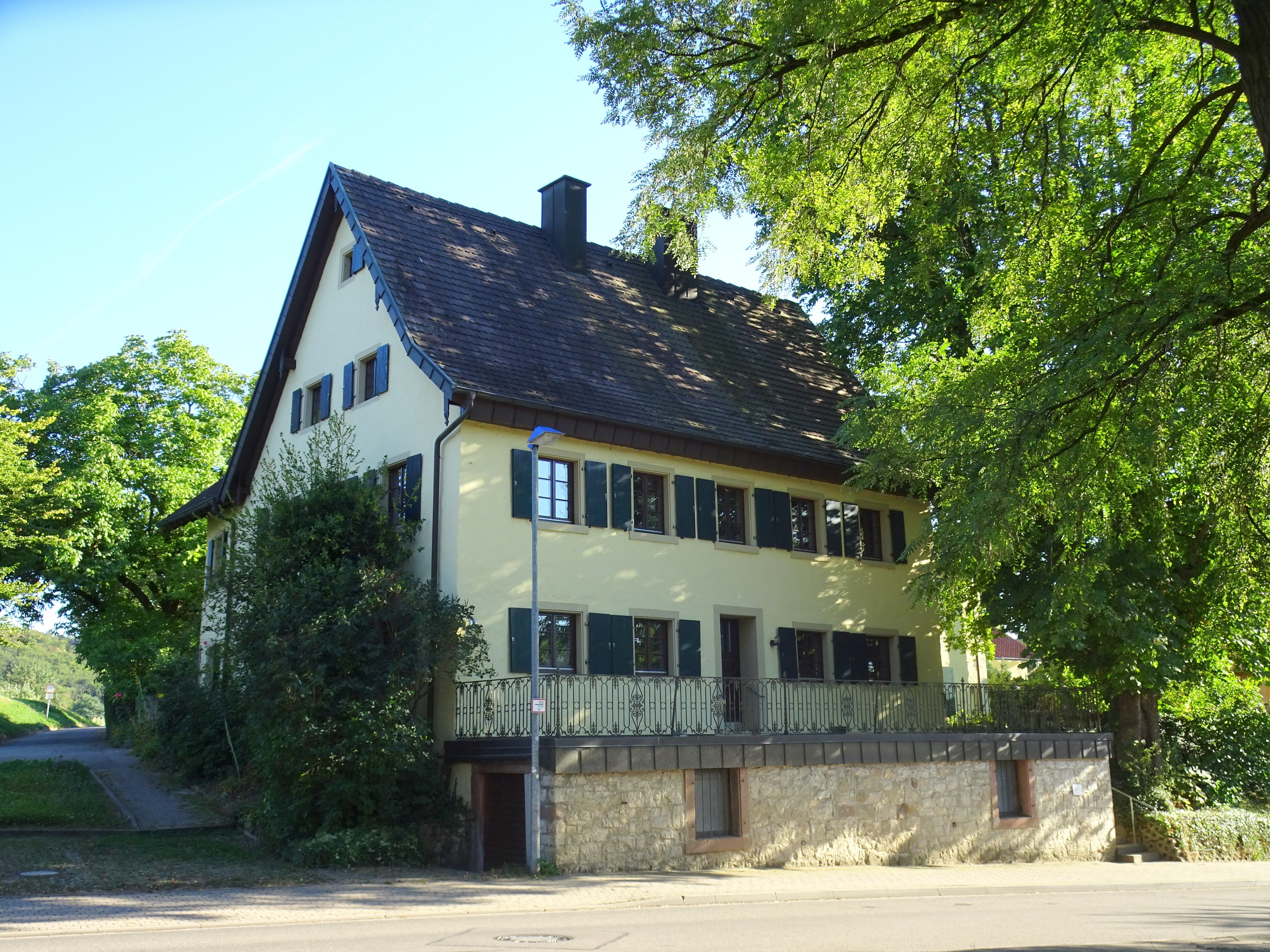
Dawna karczma Zum Schwanen (od ulicy)
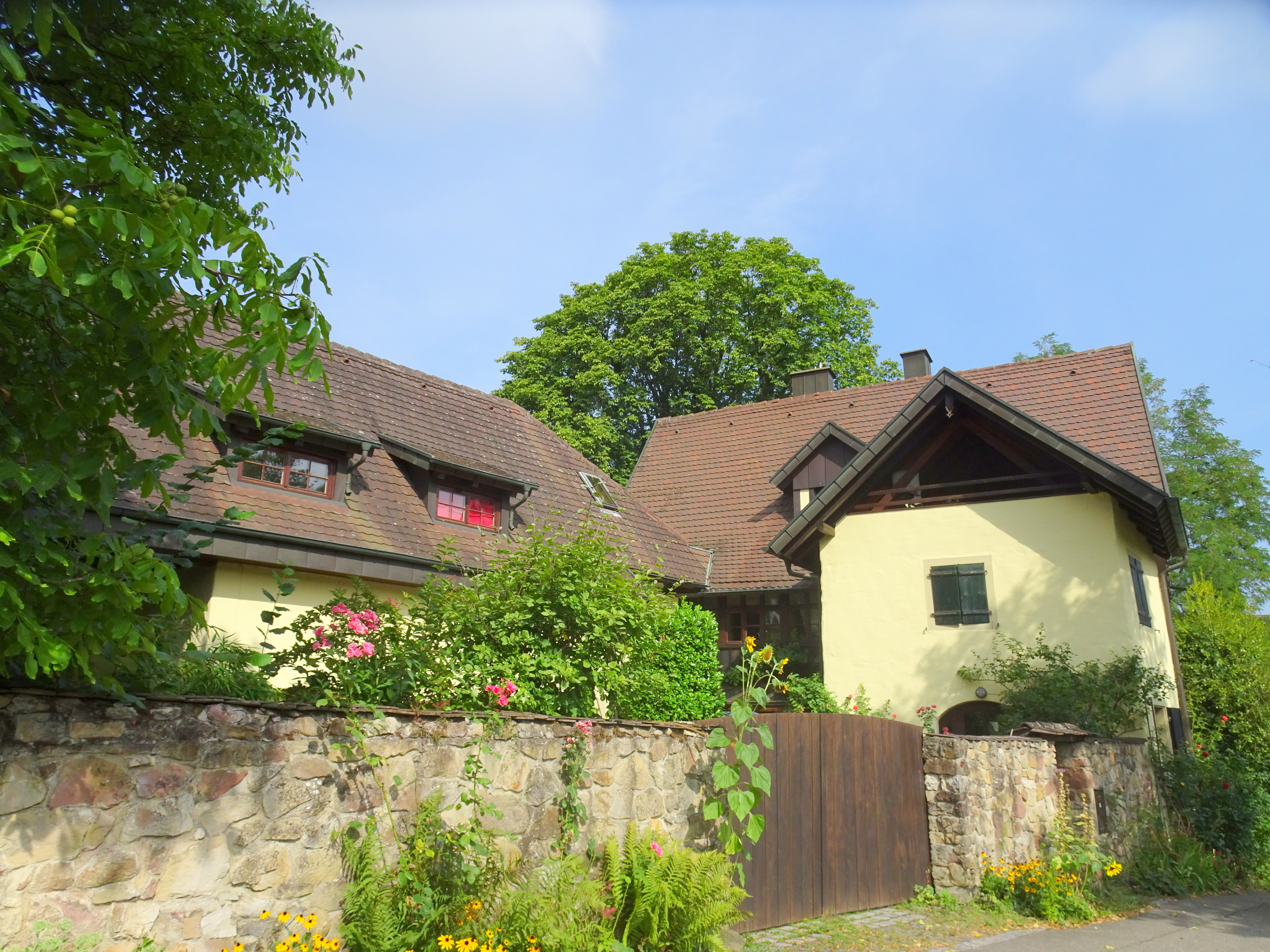
Dawna karczma Zum Schwanen (od ogrodu)
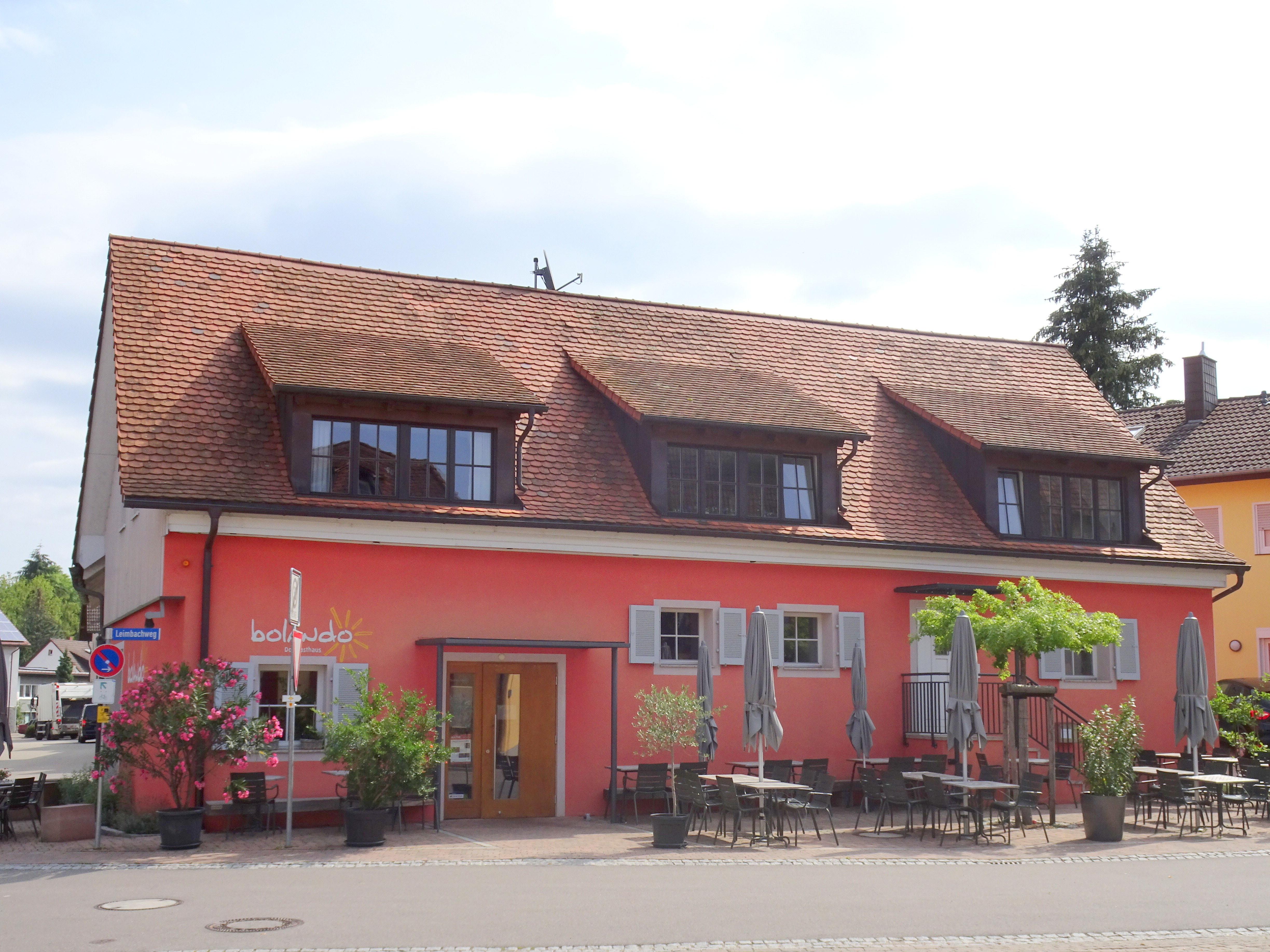
Restauracja bolando przy Dorfplatz
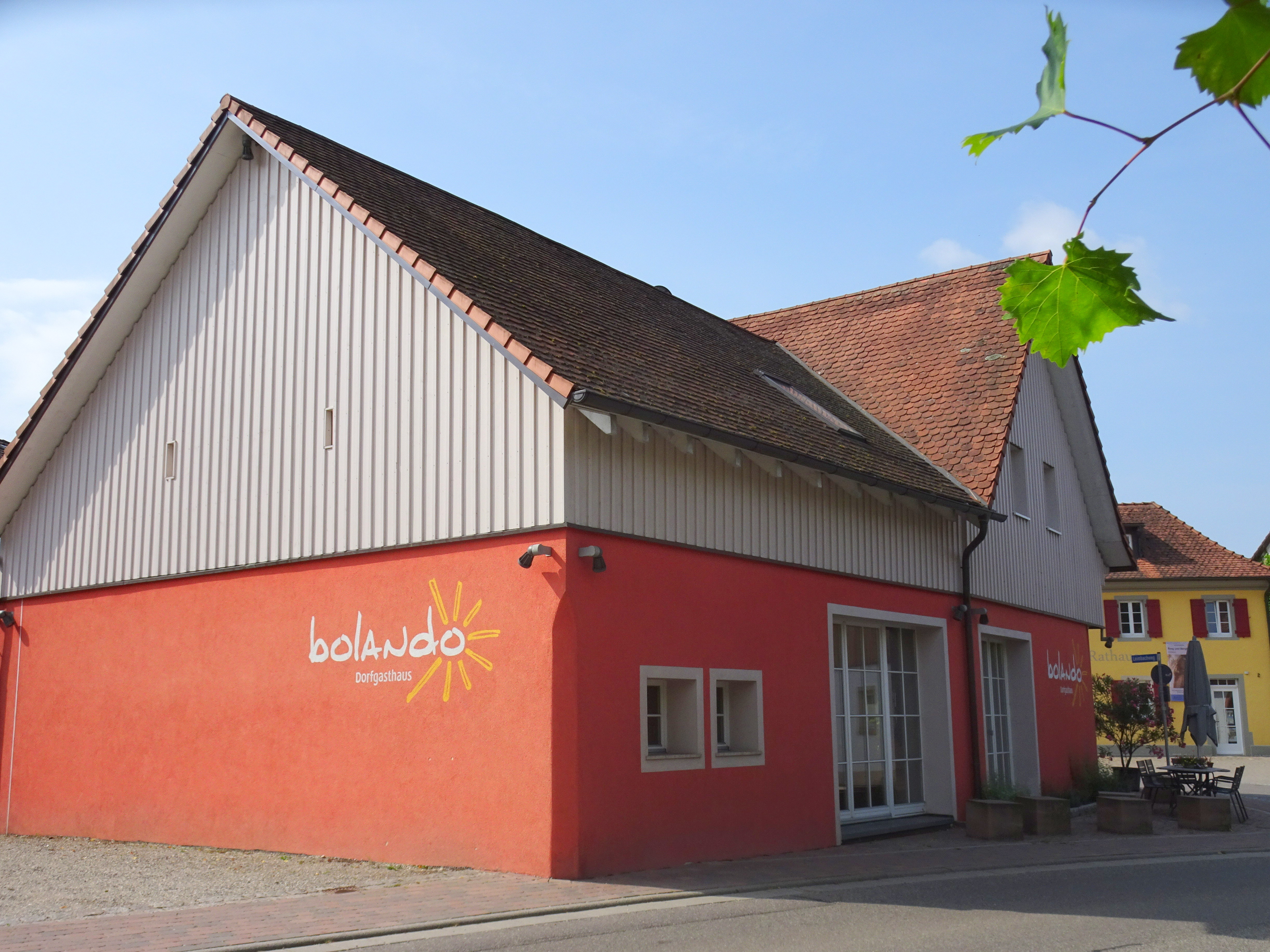
restauracja bolando (od strony Hexentalstrasse)
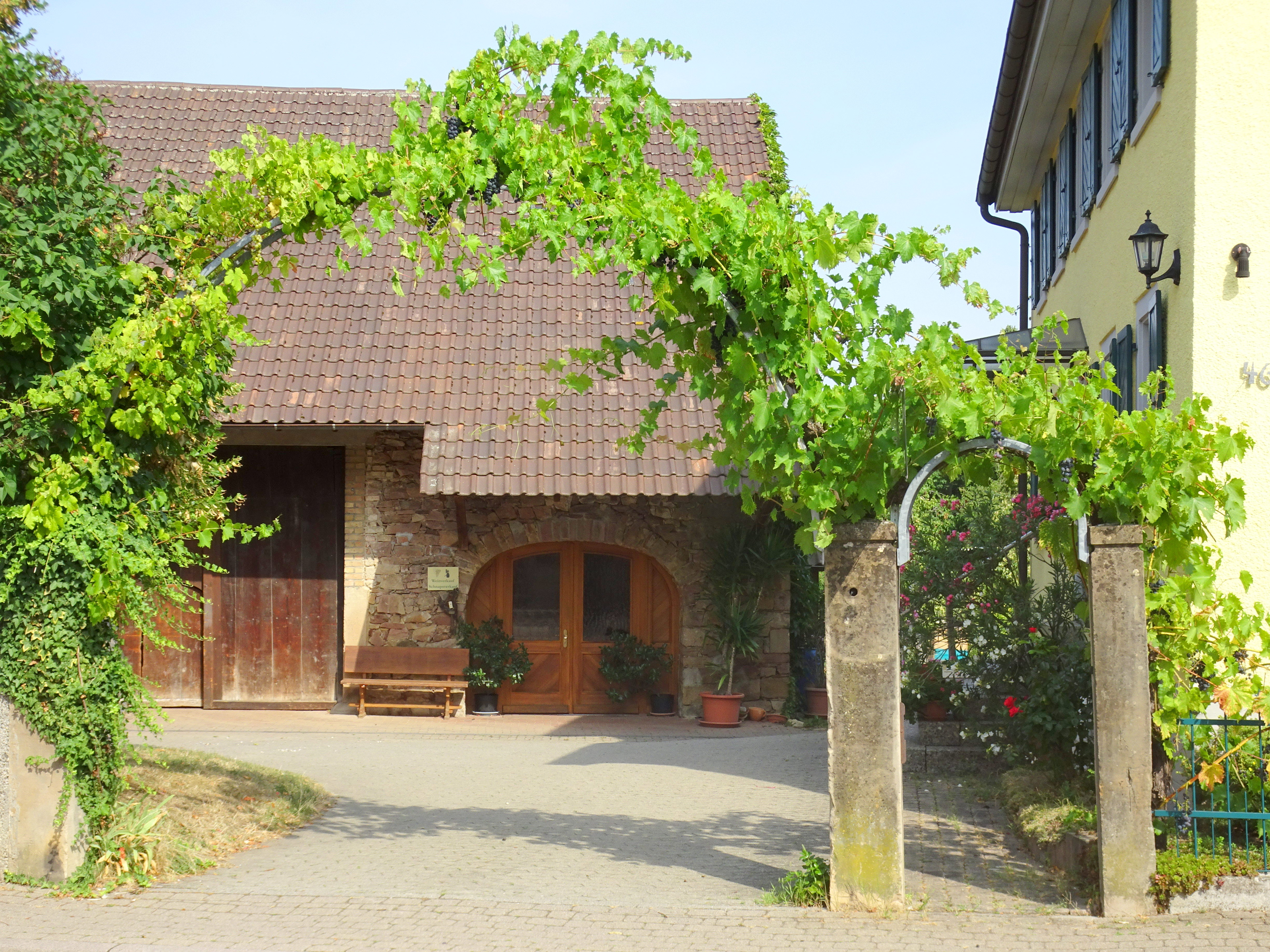
Winiarnia Mangold
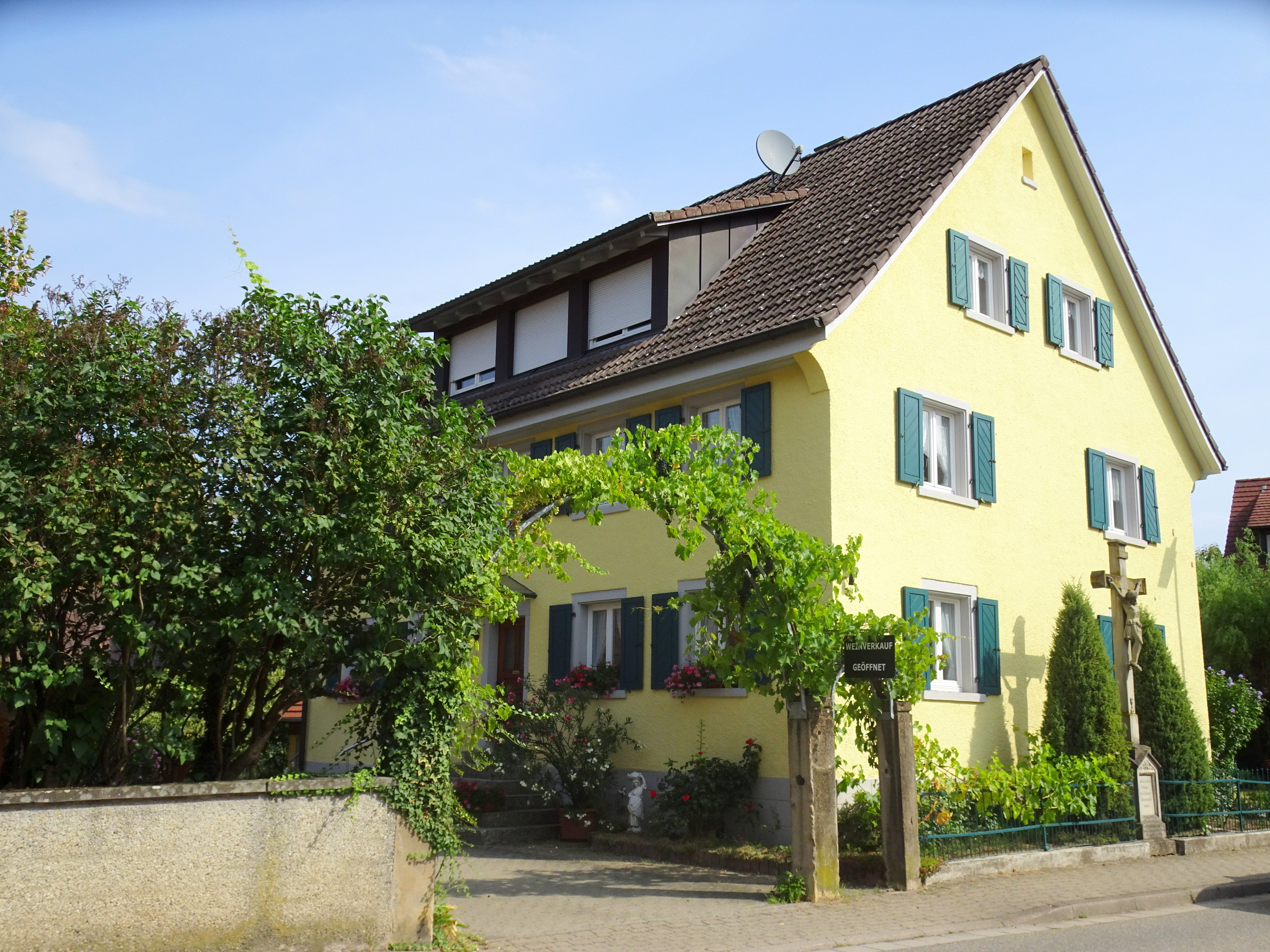
Winiarnia Mangold
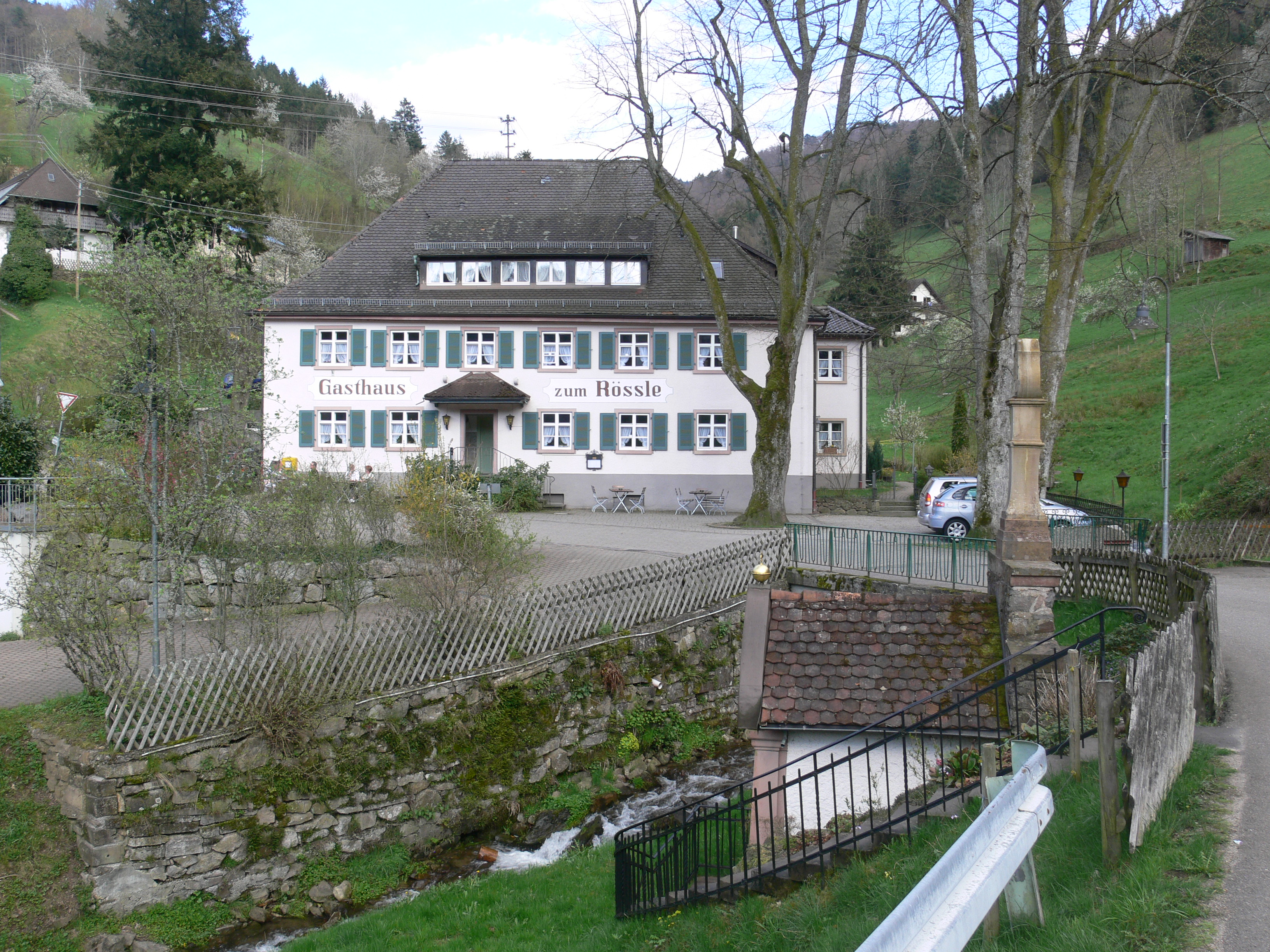
Restauracja Rössle w St. Ulrich

## Inne źródła
- Landeskunde entdecken online Baden-Württemberg: Bollschweil. Digitalisat.
- North Data – Firmenbekanntmachungen und finanzielle Kennzahlen, bolando eG Bollschweil. Digitalisat.
- Bollschweil St Ulrich – Amtliches Mitteilungsblatt der Gemeinde Bollschweil. Herausgeber [wydawca] Bürgermeisteramt Bollschweil [Urząd Gminy Bollschweil]